# North Carolina (lớp thiết giáp hạm)
Lớp thiết giáp hạm North Carolina là một lớp bao gồm hai thiết giáp hạm, North Carolina và Washington, được chế tạo cho Hải quân Hoa Kỳ vào cuối thập niên 1930 và đầu thập niên 1940. Thoạt tiên, Hải quân Hoa Kỳ vẫn ngờ vực rằng lớp tàu này có đủ nhanh để đối phó với lớp tàu chiến-tuần dương Kongō của Nhật Bản không, vốn được người Mỹ tin rằng có thể đạt đến tốc độ 26 hải lý trên giờ (48 km/h; 30 mph), hay phải hy sinh tốc độ để có được hỏa lực và vỏ giáp tăng cường. Hiệp ước Hải quân London lần thứ hai giới hạn tải trọng tiêu chuẩn của mọi tàu chiến chủ lực dưới 35.000 tấn Anh (36.000 t), có nghĩa là các tính năng mong muốn không thể đạt được trong các phạm vi giới hạn của hiệp định, và Hải quân Mỹ đã phải cân nhắc đến trên 50 thiết kế trước khi một kiểu được chọn.
Vào lúc kết thúc quá trình thiết kế dài đằng đẵng này, Ủy ban Tướng lĩnh Hải quân Hoa Kỳ tuyên bố ủng hộ thiết kế "XVI-C", vốn có tốc độ tối đa 30 hải lý trên giờ (56 km/h; 35 mph) và dàn pháo chính gồm chín khẩu 14 in (360 mm)/50 caliber Mark B. Ủy ban tin rằng những con tàu như vậy có thể đảm nhiệm nhiều vai trò khác nhau, vừa có được sự bảo vệ thích đáng để có mặt trong hàng thiết giáp hạm cũng như có đủ tốc độ để hộ tống các tàu sân bay nhanh hay tham gia chiến tranh cướp tàu buôn. Tuy nhiên, Quyền Bộ trưởng Hải quân khi đó đã phê chuẩn phiên bản cải tiến của một thiết kế khác, "XVI", kiểu mà phiên bản nguyên thủy đã bị Ủy ban Tướng lĩnh loại bỏ. Thiết kế này có tốc độ 27 hải lý trên giờ (50 km/h; 31 mph) với mười hai khẩu pháo 14 in (360 mm) trên những tháp súng bốn nòng và được bảo vệ chống lại đạn pháo có cùng cỡ nòng như vậy. Tách khỏi truyền thống về thực hành thiết kế tàu chiến Mỹ, "XVI" chấp nhận tốc độ chậm hơn và bảo vệ kém hơn để đổi lấy hỏa lực tối đa. Sau khi việc chế tạo đã bắt đầu, Hoa Kỳ bắt đầu lo ngại việc Nhật Bản không tuân thủ giới hạn cỡ nòng pháo của Hiệp ước Hải quân London thứ hai, nên đã viện dẫn "điều khoản leo thang" của hiệp ước để nâng cấp dàn pháo chính thành chín khẩu 16 in (410 mm)/45 caliber Mark 6 thay thế cho mười hai khẩu 14 inch (356 mm) như trong thiết kế ban đầu.
Cả North Carolina lẫn Washington đều được sử dụng rộng rãi trong Chiến tranh Thế giới thứ hai trong nhiều vai trò khác nhau, chủ yếu là tại Mặt trận Thái Bình Dương, nơi chúng hộ tống các lực lượng đặc nhiệm tàu sân bay nhanh và bắn pháo bờ biển. North Carolina đã bắn rơi 7-14 máy bay Nhật trong Trận chiến Đông Solomon và sau đó chịu đựng một quả ngư lôi bắn trúng từ một tàu ngầm Nhật. Trong một cuộc đụng độ ban đêm mãnh liệt trong khuôn khổ trận Hải chiến Guadalcanal, dàn pháo chính được radar dẫn hướng của Washington đã làm hỏng nặng thiết giáp hạm Nhật Kirishima, và nó bị đánh đắm vào ngày hôm sau. Vào tháng 2 năm 1943, Washington bị hỏng nặng mũi tàu do va chạm với thiết giáp hạm Indiana. Sau khi được sửa chữa, Washington hợp cùng con tàu chị em tham gia Trận chiến biển Philippines. Sau khi chiến tranh kết thúc, cả hai chiếc đều tham gia Chiến dịch Magic Carpet để hồi hương binh lính Mỹ đang phục vụ tại nước ngoài. Cả hai chiếc trong lớp đều bị bỏ không trong thành phần hạm đội dự bị cho đến đầu thập niên 1960, khi North Carolina được bán cho tiểu bang nhà như một tàu bảo tàng và Washington được bán để tháo dỡ.

## Bối cảnh
Sau khi Chiến tranh thế giới thứ nhất kết thúc, hải quân nhiều nước trên thế giới vẫn tiếp tục hoặc phát triển thêm các chương trình chế tạo tàu chiến vốn đã bắt đầu trước khi xảy ra cuộc xung đột. Chương trình phát triển hải quân 1916 của Hoa Kỳ đã đặt hàng sáu tàu chiến-tuần dương thuộc lớp Lexington và năm thiết giáp hạm lớp South Dakota; và đến tháng 12 năm 1918, Chính phủ của Tổng thống Woodrow Wilson đề nghị bổ sung thêm mười thiết giáp hạm và sáu tàu chiến-tuần dương vào số lượng này. Đề nghị 1919-1920 của Ủy ban Tướng lĩnh dự định sở hữu một số lượng ít hơn, nhưng vẫn lớn đáng kể, cho sự phát triển sau kế hoạch năm 1916: hai thiết giáp hạm cùng một tàu chiến-tuần dương cho tài khóa 1921; và ba thiết giáp hạm, một tàu chiến-tuần dương, bốn tàu sân bay và 30 tàu khu trục cho các tài khóa từ năm 1922 đến năm 1924. Anh Quốc cũng đang trong những thủ tục cuối cùng để đặt hàng tám tàu chiến thuộc các lớp tàu chiến-tuần dương G3 với lườn tàu đầu tiên được đặt vào năm 1921, và lớp thiết giáp hạm N3 sẽ được đặt lườn vào năm 1922. Đế quốc Nhật Bản, cho đến năm 1920, dự định xây dựng một Hạm đội 8-8 với các lớp Nagato, Tosa, Amagi, Kii và Số 13. Hai chiếc trong số các thiết kế trên sẽ được đặt lườn mỗi năm cho đến năm 1928.
Với chi phí khổng lồ liên quan đến những chương trình này, nhiều áp lực đòi hỏi phải bắt đầu các cuộc hội nghị giải trừ quân bị. Vào ngày 8 tháng 7 năm 1921, Bộ trưởng Ngoại giao Hoa Kỳ Charles Evans Hughes đã thực hiện như vậy khi ông mời đại biểu của các cường quốc hải quân: Pháp, Ý, Nhật và Anh cùng gặp gỡ tại Washington, D.C. để thảo luận với hy vọng chấm dứt được cuộc chạy đua vũ trang hải quân. Hội nghị Hải quân Washington tiếp theo sau đó đã đưa đến kết quả của Hiệp ước Hải quân Washington. Cùng với các thỏa thuận khác, Hiệp ước này giới hạn trọng lượng choán nước của mọi thiết giáp hạm trong tương lai ở mức 35.000 tấn Anh (36.000 t) và cỡ nòng pháo tối đa là 16 inch (406 mm). Năm cường quốc này cũng thỏa thuận không đóng mới tàu chiến chủ lực trong vòng mười năm tiếp theo, và chỉ đóng mới thay thế những chiếc cũ được phép giữ lại khi chúng có tuổi phục vụ ít nhất là hai mươi năm.
Hiệp ước Hải quân London thứ hai, trong khi thay thế những thỏa thuận vào năm 1922, vẫn giữ lại hầu hết các giới hạn tương tự, ngoại trừ giới hạn cỡ nòng pháo tối đa trên tàu chiến mới là 14 inch (356 mm). Các hiệp ước này đã có ảnh hưởng rất lớn đến quá trình thiết kế lớp North Carolina, một chặng đường thử thách dài nhằm tìm cách tích hợp mọi thứ được xem là cần thiết trong khi vẫn giữ trọng lượng choán nước ở dưới mức giới hạn 35.000 tấn.

## Thiết kế

### "A" đến "M"
Ủy ban Tướng lĩnh bắt đầu chuẩn bị cho một lớp thiết giáp hạm mới vào tháng 5–tháng 7 năm 1935. Ba nghiên cứu thiết kế được đưa ra trình bày: "A" sẽ có trọng lượng choán nước 32.150 tấn Anh (32.670 t), trang bị chín pháo 14 inch (356 mm) trên ba tháp pháo ba nòng, tất cả đều được bố trí trước cầu tàu, có tốc độ tối đa 30 hải lý trên giờ (35 mph; 56 km/h) và vỏ giáp có thể chịu được đạn pháo 14 inch (356 mm). "B" và "C" sẽ có trọng lượng choán nước trên 36.000 tấn Anh (37.000 t), có thể đạt tốc độ tối đa 30,5 hải lý trên giờ (35,1 mph; 56,5 km/h) và vỏ giáp chịu đựng đạn pháo 14 inch; khác biệt chính giữa hai thiết kế này là dàn pháo chính của thiết kế "B" có mười hai khẩu 14 inch (356 mm) trên các tháp pháo ba nòng, trong khi thiết kế "C" có tám khẩu 16 inch (406 mm)/45 caliber trên các tháp pháo nòng đôi. "A" là thiết kế duy nhất nằm trong giới hạn 35.000 tấn Anh (36.000 t) của Hiệp ước Hải quân Washington vốn được tái xác nhận trong Hiệp ước Hải quân London thứ hai. Khi Văn phòng Đạn dược giới thiệu kiểu đạn pháo mới 16 inch (406 mm) "siêu nặng", các kiểu trên được tái thiết kế thành "A1", "B1" và "C1" nhằm tìm cách bảo vệ chống lại loại đạn pháo mới, nhưng điều này lại ảnh hưởng nặng nề cho trọng lượng choán nước: "A1" chỉ còn cách 500 tấn Anh (510 t) bên dưới mức giới hạn 35.000 tấn, trong khi hai kiểu kia lên đến gần 40.000 tấn Anh (41.000 t).
Cho dù những nghiên cứu ban đầu này đều là những thiết giáp hạm nhanh, Ủy ban Tướng lĩnh chưa dứt khoát theo xu hướng tốc độ tối đa lớn hơn. Họ đặt ra những câu hỏi dành cho Học viện Chiến tranh Hải quân, muốn biết quan điểm về lớp tàu mới sẽ là một chiếc "thông thường" tốc độ 23 hải lý trên giờ (26 mph; 43 km/h) với dàn pháo chính gồm tám-chín khẩu pháo 406 mm (16 inch), hay là một trong các kiểu "A", "B" hoặc "C"?
Năm nghiên cứu thiết kế khác được thực hiện vào cuối tháng 9 mang tên từ "D" đến "H"; chúng có đặc tính tốc độ tối đa từ 23 hải lý trên giờ (26 mph; 43 km/h) đến 30,5 hải lý trên giờ (35,1 mph; 56,5 km/h), mang tám hoặc chín pháo 14 inch (356 mm) hay 16 inch (406 mm), và một trọng lượng choán nước tiêu chuẩn từ 31.500 tấn Anh (32.000 t) đến 40.500 tấn Anh (41.100 t). "D" và "E" là những dự định về một thiết giáp hạm nhanh mang pháo 406 mm (16 inch) và được bảo vệ chống cỡ pháo tương đương, nhưng trọng lượng rẽ nước của chúng lớn hơn mức mà Hiệp ước Hải quân Washington cho phép. "F" là một nỗ lực căn bản về một kiểu thiết giáp hạm lai tàu sân bay, với ba máy phóng trước mũi và tám khẩu 14 inch (356 mm) phía đuôi tàu. Người ta cho rằng kiểu này đã được Tổng thống Franklin Delano Roosevelt ưa chuộng, nhưng vì tính năng của thủy phi cơ phóng lên từ máy phóng kém hơn đa số máy bay từ tàu sân bay hay từ đất liền do sức cản của các phao nổi mang theo, nó đã không được tiếp tục phát triển. "G" và "H" là những con tàu chậm hơn chỉ đạt 23 hải lý trên giờ (26 mph; 43 km/h) và chín khẩu 14 inch (356 mm); đặc biệt kiểu "H" được cho là một thiết kế khá cân bằng được phát triển bởi bộ phận Thiết kế Sơ thảo của Văn phòng Chế tạo và Sửa chữa. Tuy nhiên, giờ đây Ủy ban Tướng lĩnh ưa chuộng "những con tàu nhanh, đa mục đích", mà "G" và "H" không đáp ứng được.

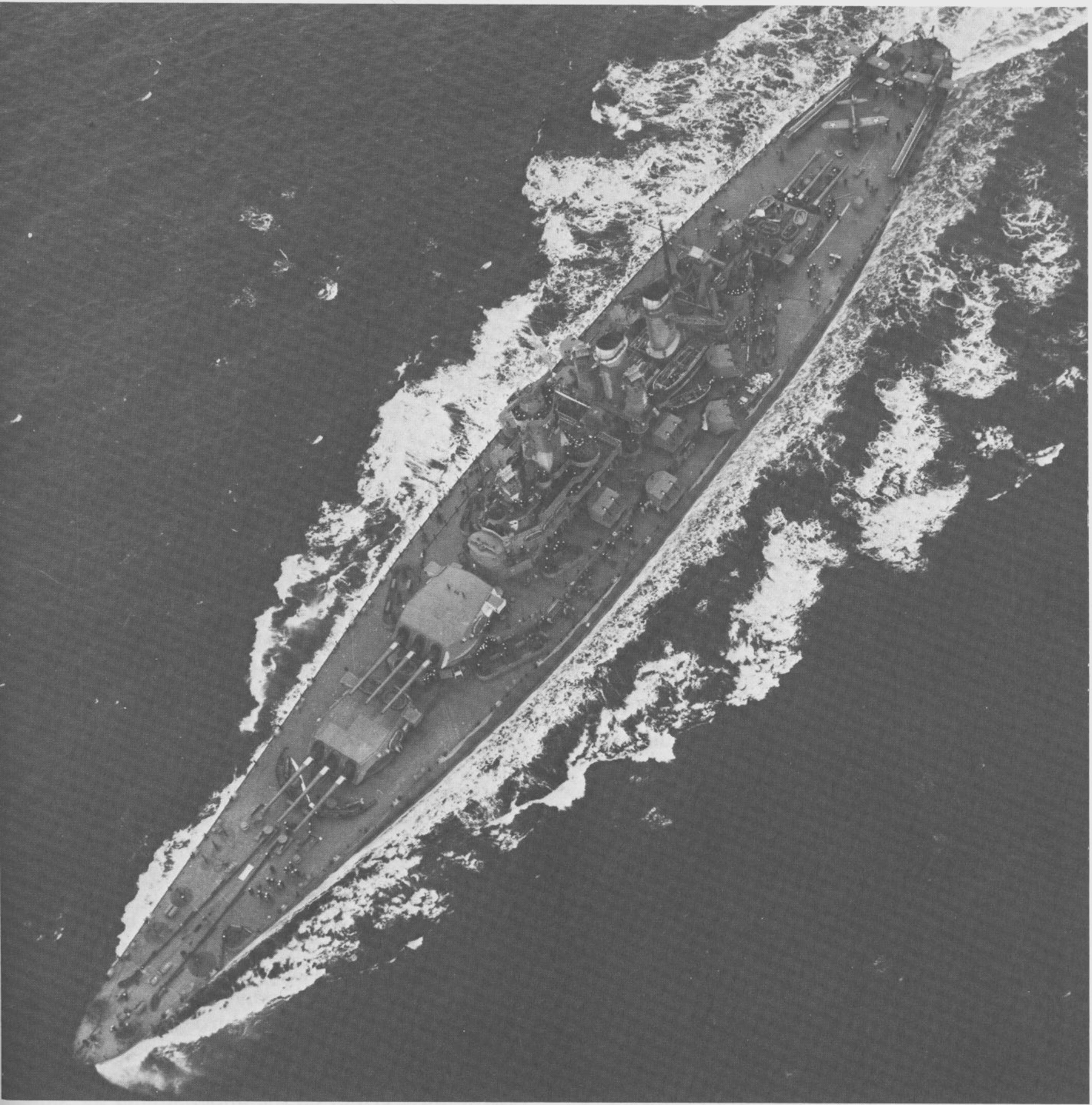
Thiết giáp hạm North Carolina nhìn từ trên không, ngày 17 tháng 4 năm 1942

Những nghiên cứu này đã trình bày sự khó khăn mà các nhà thiết kế phải đối mặt. Trong phạm vi trọng lượng choán nước 35.000 tấn, có hai lựa chọn căn bản: một con tàu tương tự như "A1" vốn nhanh hơn (30 knot) nhưng trang bị hỏa lực và vỏ giáp nhẹ hơn so với thiết giáp hạm đương thời; hoặc một chiếc chậm hơn nhưng được trang bị pháo lớn hơn, cho dù trang bị vỏ giáp bảo vệ chống lại đạn pháo 16 inch (406 mm) là cực kỳ khó. Bộ phận Thiết kế Sơ thảo tiếp tục thêm năm nghiên cứu khác vào tháng 10: "J", "J1", "K", "L" và "M", tất cả đều dựa trên kiểu "A" với vỏ giáp tăng cường thêm hoặc một phiên bản kiểu "B" thu nhỏ lại; đều sử dụng pháo 14 inch (356 mm) và đạt được tốc độ từ 30 hải lý trên giờ (35 mph; 56 km/h) đến 30,5 hải lý trên giờ (35,1 mph; 56,5 km/h). Hai kiểu đầu tiên có bốn tháp pháo, nhưng người ta có cảm giác rằng sắp xếp như vậy quá nặng và đòi hỏi một lượng vỏ giáp không thể chấp nhận được. "K" là sự phát triển từ "A1" như được nêu ở trên, có đai giáp chính dày 15 inch (380 mm) và vỏ giáp sàn tàu 5,25 inch (133 mm), có được vùng miễn nhiễm trong phạm vi từ 19.000 yd (11 mi; 17 km) đến 30.000 yd (17 mi; 27 km) chống đỡ lại loại đạn pháo "siêu nặng" 356 mm (14 inch). Trong khi kiểu "K" được nội bộ Hải quân ưa chuộng, trọng lượng rẽ nước tiêu chuẩn 35.000 tấn như thiết kế dành quá ít chỗ cho những sai số hay mọi thay đổi hoặc cải tiến cho thiết kế trong tương lai. Cả kiểu "L" và "M" đều sử dụng tháp pháo bốn nòng để tiết kiệm trọng lượng tương tự như thiết giáp hạm Pháp Dunkerque trong khi vẫn mang 12 khẩu pháo; điểm khác biệt duy nhất là "M" tiết kiệm được 200 tấn Anh (200 t) bằng cách có một tháp pháo phía sau thay vì cả ba tháp pháo đều hướng ra trước. Thay đổi về thiết kế này khiến lớp vỏ giáp sàn tàu tăng lên 4,75 inch (121 mm) thay vì chỉ 4,5 inch (110 mm) trên kiểu "L". Việc cắt giảm nhiều phần trên vỏ giáp được chấp nhận để đảm bảo thiết kế ở bên dưới giới hạn cho phép của Hiệp ước; nhưng ngay cả như vậy, cả hai thiết kế đều xấp xỉ giới hạn, và kiểu "L" bị vượt hơn giới hạn 45 tấn Anh (46 t).
Nhiều sĩ quan thuộc Hải quân Hoa Kỳ ủng hộ việc đóng ba hoặc bốn chiếc kiểu tàu chiến-tuần dương để hộ tống các tàu sân bay và đối phó với lớp tàu chiến-tuần dương Kongō của Nhật Bản. Trong số này có Quyền Bộ trưởng Hải quân và Trưởng phòng tác chiến Hải quân Đô đốc William Standley, Chủ tịch Học viện Chiến tranh Hải quân William S. Pye, một nhóm nhỏ các sĩ quan cao cấp tại các hạm đội, và năm hay sáu sĩ quan chịu trách nhiệm về kế hoạch chiến lược của Phòng Kế hoạch Chiến tranh, mặc dù có ít nhất một sĩ quan tin rằng một cuộc không kích vẫn có khả năng đánh chìm được những chiếc Kongo. Với tất cả các khuyến cáo trên, Ủy ban Tướng lĩnh chọn kiểu "K" để tiếp tục phát triển.
Có ít nhất 35 thiết kế khác nhau được đề nghị, tất cả đều được đánh số La mã, trong đó năm thiết kế đầu tiên từ "I" đến "V", những biến thể dựa trên "K", được hoàn tất vào ngày 15 tháng 11 năm 1935. Chúng là những kiểu đầu tiên áp dụng tiết kiệm trọng lượng "trên giấy": không tính đến một số thành phần trong giới hạn 35.000 tấn vốn không được quy định cụ thể trong định nghĩa về trọng lượng choán nước tiêu chuẩn. Trong trường hợp này, mặc dù được thiết kế chỗ chứa cho 100 quả đạn pháo cho mỗi khẩu pháo chính và thêm 100 quả đạn dự trữ, trọng lượng của chính các quả đạn không được tính vào giới hạn bắt buộc của hiệp ước.

### "I" đến "XVI-D"

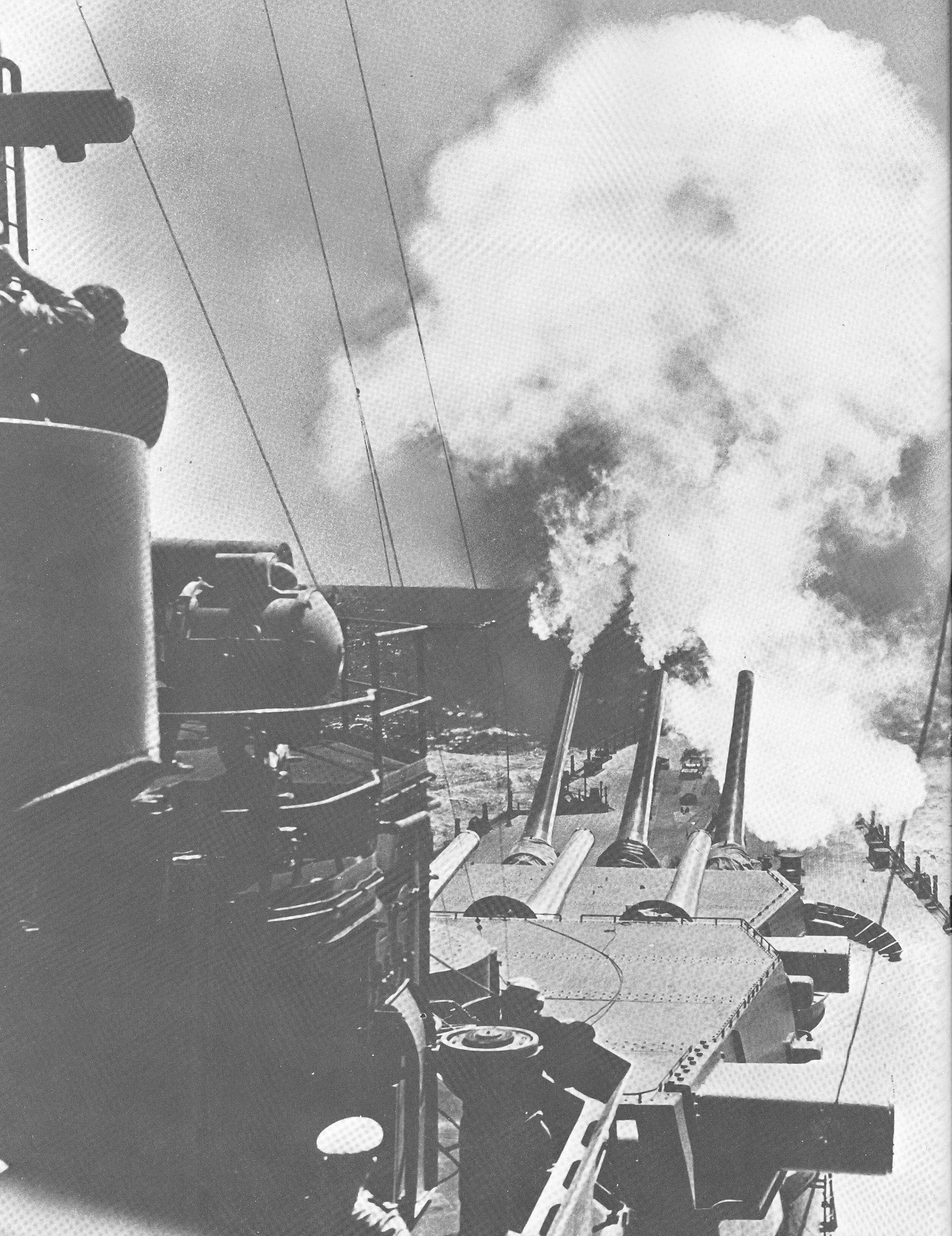
North Carolina bắn một loạt đạn từ ba khẩu pháo của tháp pháo số 1

Thiết kế "I" đến "XVI-D" khác nhau đáng kể về mọi khía cạnh ngoại trừ trọng lượng rẽ nước tiêu chuẩn và tốc độ. Thiết kế "II" có trọng lượng choán nước 35.743 tấn Anh (36.317 t), mọi thiết kế khác đều là 35.000 tấn, và chỉ có năm thiết kế dự định một tốc độ tối đa thấp hơn 27 hải lý trên giờ (31 mph; 50 km/h); trong đó, chỉ có một thiết kế thấp hơn 26,5 hải lý trên giờ (30,5 mph; 49,1 km/h): thiết kế "VII", với tốc độ 22 hải lý trên giờ (25 mph; 41 km/h). Thiết kế "VII" quay trở lại một tốc độ chậm hơn để có được sự bảo vệ và hỏa lực mạnh hơn, với mười hai khẩu pháo 14 inch (356 mm) trên các tháp pháo ba nòng; và như vậy thiết kế này chỉ đòi hỏi một công suất động cơ 50.000 mã lực càng (37 MW) và một chiều dài chỉ có 640 ft (200 m). Đa số các thiết kế khác đề nghị một chiều dài 710 ft (220 m) hoặc 725 ft (221 m), cho dù có sáu thiết kế có chiều dài thay đổi giữa 660 ft (200 m) và 690 ft (210 m). Tám thiết kế đầu tiên ("I"–"IV-C") mang chín khẩu pháo 14 inch (356 mm), nhưng cũng có nhiều phương án kết hợp khác được đề xuất, bao gồm cấu hình tám khẩu 14 inch trên hai tháp pháo bốn nòng, thiết kế "V" thậm chí có hai tháp pháo bốn nòng 406 mm (16 inch), hoặc tám khẩu 356 mm (14 inch) trên bốn tháp pháo nòng đôi trên thiết kế "VIA" và "VIB", và mười, mười một và mười hai khẩu pháo 356 mm (14 inch). Văn phòng Chế tạo và Sửa chữa lưu ý với sự bực bội rằng họ được yêu cầu thiết kế một con tàu tương đương với chiếc tàu chiến-tuần dương HMS Hood của Anh Quốc nhưng với một trọng lượng rẽ nước thấp hơn 5.000 tấn. Đây là kết quả của việc một số giới hạn an toàn thông thường bị hạ thấp hay loại bỏ hẳn, cùng với các vấn đề khác.
Phiên bản "XVI" vào ngày 20 tháng 8 năm 1936 là một con tàu dài 714 ft (218 m) đạt được tốc độ 27 hải lý trên giờ (31 mph; 50 km/h), mà Văn phòng Đạn dược đã chỉ ra nhiều vấn đề nghiêm trọng. Các thử nghiệm trên mô hình cho thấy ở tốc độ cao, các cơn sóng phát sinh từ thiết kế của lườn tàu khiến cho nhiều phần thấp của con tàu bị thấm nước bao gồm cả hầm đạn. Vấn đề càng thêm phức tạp khi Văn phòng này khám phá ra những quả đạn pháo bắn trúng thấp hay bên dưới mực nước có thể gây ra vấn đề lớn khi tác chiến ở khoảng cách từ 10 nmi (12 mi; 19 km) đến 15 nmi (17 mi; 28 km). Những vấn đề khác bao gồm một mối lo ngại về sự bảo vệ chống lại bom ném từ máy bay có thể không thích đáng, vì theo cách nhìn của Văn phòng, công thức dùng để tính toán hiệu quả của chúng là không thực tiễn, và một vách ngăn phía trước được vuốt thon nhọn bên dưới mực nước là một ý tưởng kém do những vấn đề đạn bắn trúng bên dưới mực nước; do đó một mũi tàu hầu như không bọc giáp có thể dễ dàng bị xuyên thủng. Giải pháp cho những vấn đề này hoàn toàn không khả thi; bổ sung thêm các tấm đắp vỏ giáp chung quanh hầm đạn có thể làm vô hiệu hóa hiệu quả của hệ thống phòng thủ chống ngư lôi, còn mở rộng đai giáp sâu hơn gần mũi và đuôi tàu sẽ khiến nó vượt quá giới hạn 35.000 tấn. Ủy ban Tướng lĩnh không ưa thích thiết kế này, cho đó "không phải... là một thiết giáp hạm thực sự" do những vấn đề về tốc độ và vỏ giáp.
Để khắc phục những vấn đề này, một bộ các thiết kế sau cùng, từ "XVI-B" đến "XVI-D", được Bộ phận Thiết kế Sơ thảo đưa ra vào tháng 10 năm 1936. Chúng là những cải biến dựa trên thiết kế "XVI" về một con tàu dài 714 ft (218 m), mang mười hai khẩu pháo 14 inch (356 mm) trên ba tháp pháo bốn nòng, một đai giáp nghiêng 10 độ dày 11,2 inch (284,5 mm), và một sàn tàu dày 5,1–5,6 inch (129,5–142,2 mm). Trong bộ thiết kế sau cùng, chiều dài con tàu được xác định ở 725 ft (221 m) để có tốc độ nhanh hơn, nhưng chỉ có thể trang bị mười một khẩu pháo 14 inch cùng một đai giáp dày 10,1 inch (260 mm). Thay vào đó, một khẩu pháo có thể đánh đổi lấy đai giáp dày 13,5 inch (342,9 mm), và một chiếc khác có thể hy sinh để có tốc độ 30 hải lý trên giờ (35 mph; 56 km/h) cùng tăng thêm một-phần-mười inch cho đai giáp; thiết kế này trở thành kiểu "XVI-C". Ủy ban Tướng lĩnh rất ưa chuộng thiết kế "XVI-C" này, xem nó có đủ sự bảo vệ để chiến đấu và sống sót trong một hàng chiến trận hình thành cùng với các thiết giáp hạm cũ hơn, trong khi vẫn có đủ tốc độ để hoạt động khi được tách ra độc lập, ví dụ như hộ tống tàu sân bay hay dẫn đầu đội tàu tuần dương cướp tàu buôn.
Tuy nhiên, một thành viên của Ủy ban, Đô đốc Joseph Reeves, người từng là một trong các nhà phát triển chủ chốt cho chiến lược tàu sân bay của Hải quân Hoa Kỳ, không thích "XVI-C" vì ông tin rằng nó không đủ nhanh để hoạt động cùng với các tàu sân bay có tốc độ 33 hải lý trên giờ (38 mph; 61 km/h), và không đủ mạnh mẽ để biện minh cho chi phí. Thay vào đó, ông tán thành một phiên bản phát triển từ thiết kế "XVI" đã bị từ chối trước đó, bổ sung thêm sự bảo vệ dưới nước và các tấm thép vỏ giáp bên trong lườn tàu để làm cho các hầm đạn có thể miễn nhiễm với đạn pháo bắn đến bên trên và bên dưới mực nước từ khoảng cách 9,5 nmi (10,9 mi; 17,6 km) hay xa hơn. Giới hạn ngoài của vùng miễn nhiễm được tăng từ 14 nmi (16 mi; 26 km) lên 15 nmi (17 mi; 28 km). Sau các thay đổi khác, Reeves tiếp xúc với Đô đốc William Standley, Trưởng phòng Tác chiến Hải quân, người đã chấp thuận thiết kế "XVI" dưới dạng được cải biến mới nhất ngoài sự hy vọng của Ủy ban Tướng lĩnh, vốn vẫn giữ quan điểm nên chế tạo theo thiết kế "XVI-C". Bổ sung duy nhất của Standley vào các đặc tính là chuyển từ tháp pháo 14-inch bốn nòng sang tháp pháo 16 in (406 mm) ba nòng nếu như có thể viện dẫn đến "Điều khoản Leo thang" trong Hiệp ước Hải quân London thứ hai.

### "Điều khoản Leo thang"
Vấn đề trong quá trình thiết kế con tàu kéo dài khá lâu và rất thất thường này là, mặc dù người ta có thể nhìn thấy North Carolina [như được chế tạo] trong nhiều thiết kế này, sự thực không phải như vậy. Ủy ban Tướng lĩnh chưa bao giờ hoàn toàn chắc chắn về những gì cần phải bỏ đi để đạt được một kiểu tàu chiến nào đó trong phạm vi tải trọng bị giới hạn bởi Hiệp ước. Vả lại, khi số thành viên của Ủy ban thay đổi, ý tưởng cũng thay đổi theo. Một tàu chiến chủ lực nhanh với chín pháo và tốc độ 55,5 km/h (30 knot) đồng thời cũng có sự bảo vệ tốt, cuối cùng lại bị từ chối để ưa chuộng một con tàu hy sinh cả tốc độ lẫn sự bảo vệ đánh đổi lấy hỏa lực, một sự kết hợp chưa từng có trong lịch sử phát triển tàu chiến chủ lực của Hoa Kỳ.
Mặc dù Hiệp ước Hải quân London thứ hai đã quy định rằng cỡ pháo 14 inch là vũ khí lớn nhất có thể trang bị cho mọi tàu chiến, nó lại bao gồm một điều khoản, vốn còn được gọi là "Điều khoản Leo thang", do sự thúc đẩy của các nhà thương thuyết Hoa Kỳ, trong trường hợp mọi nước từng tham gia ký kết Hiệp ước Hải quân Washington từ chối không tham gia vào giới hạn mới. Điều khoản này cho phép những nước tham gia Hiệp ước Hải quân London thứ hai: Anh, Pháp và Hoa Kỳ, có thể nâng giới hạn về cỡ pháo từ 14 inch lên 16 inch nếu Nhật Bản hay Ý vẫn từ chối tham gia sau ngày 1 tháng 4 năm 1937. Khi đề ra những cấu hình khả thi cho lớp North Carolina, các nhà thiết kế đã tập trung chủ yếu kế hoạch của họ theo hướng vũ khí 14 inch. Yêu cầu của Standley có nghĩa là phải có khả năng để chuyển đổi kiểu vũ khí từ 14 lên 16 inch, ngay cả khi lườn tàu đã được đặt. Nhật Bản đã chính thức từ bỏ giới hạn 14 inch vào ngày 27 tháng 3 năm 1937, có nghĩa là có thể viện dẫn đến "Điều khoản Leo thang". Dù sao, vẫn còn nhiều rào cản phải vượt qua: Roosevelt phải chịu đựng những áp lực chính trị mạnh mẽ, và kết quả là rất miễn cưỡng trong việc cho phép sử dụng cỡ pháo 16 inch.
Tôi không sẵn lòng đồng tình với việc Hoa Kỳ sẽ là cường quốc hải quân đầu tiên trang bị pháo cỡ 16 inch.... Do tầm quan trọng quốc tế của việc Hoa Kỳ không phải là người đầu tiên thay đổi các nguyên tắc được các hiệp ước Washington và London xác lập, tôi cho rằng kế hoạch trang bị cho hai chiếc thiết giáp hạm mới cần được dự trù [trang bị]... pháo 14 inch.

Đô đốc Reeves cũng có xu hướng chuộng cỡ vũ khí lớn hơn. Trong một bức thư dài hai trang gửi Bộ trưởng Hải quân Claude A. Swanson và gián tiếp gửi cho Tổng thống Roosevelt, Reeves tranh luận rằng vấn đề đạn của cỡ pháo 16 inch với lực đâm xuyên vỏ giáp lớn hơn đáng kể có tầm quan trọng lớn lao, trích những ví dụ trong trận Jutland thời Chiến tranh Thế giới thứ nhất, khi nhiều thiết giáp hạm có thể chịu đựng mười đến mười hai quả đạn pháo hạng nặng, nhưng các tàu chiến-tuần dương khác bị nổ tung chỉ với từ ba đến bảy phát bắn trúng vì đạn pháo có khả năng xuyên thấu lớp vỏ giáp bảo vệ hầm đạn và tháp pháo. Reeves còn tranh luận rằng cỡ pháo lớn hơn sẽ thuận lợi trong việc áp dụng "phương pháp bắn gián tiếp" lúc đó còn đang được phát triển, Khi máy bay được sử dụng để thông báo tin tức về mục tiêu cho thiết giáp hạm để chúng có thể bắn phá các mục tiêu bên ngoài tầm nhìn hoặc bên kia đường chân trời, vì những thiết giáp hạm mới do các thế lực hải quân nước ngoài đang chế tạo đều sẽ có vỏ giáp dày hơn. Reeves tin rằng nếu cỡ pháo 14 inch được chấp thuận, nó sẽ không có khả năng xuyên thủng lượng vỏ giáp rất dày này, điều mà các quả đạn pháo 16 inch có thể làm được.
Trong một nỗ lực vô vọng cuối cùng, Bộ trưởng Ngoại giao trong Nội các của Roosevelt là Cordell Hull gửi một bức điện vào ngày 4 tháng 6 đến Đại sứ Hoa Kỳ tại Nhật Bản Joseph Grew, chỉ thị cho ông ta thông báo là Hoa Kỳ sẽ vẫn chấp nhận một giới hạn pháo 14 inch nếu phía Nhật Bản hành động tương tự. Người Nhật đã trả lời rằng họ không thể chấp nhận điều đó trừ khi số lượng thiết giáp hạm cũng được giới hạn; họ muốn Hoa Kỳ và Anh Quốc đồng ý có số lượng thiết giáp hạm ngang bằng với Nhật Bản, nhưng đây là một điều kiện mà hai nước này không thể đồng ý. Vào ngày 24 tháng 6, hai chiếc thiết giáp hạm lớp North Carolina được đặt hàng với vũ khí 14 inch, nhưng đến ngày 10 tháng 7, Tổng thống Roosevelt chỉ thị rằng chúng sẽ được trang bị tháp pháo 16 inch ba nòng thay thế.
Các thiết kế được đề nghị tiêu biểu
- Thiết kế "A" 32.250 tấn Anh (32.770 t) là một trong những đề nghị đầu tiên. Không như "B" và "C", nó thấp hơn nhiều so với giới hạn bắt buộc của hiệp ước 35.000 tấn. Nó có dàn pháo chính gồm chín khẩu 355 mm (14 inch), cho dù tất cả các tháp pháo đều bố trí trước cấu trúc thượng tầng; và vẫn có thể bắn ra phía trước nếu được nâng lên 4,5 độ hoặc lớn hơn. Dàn pháo hạng hai gồm mười hai khẩu 5 inch (130 mm) bố trí theo cách khác thường trên những tháp pháo ba nòng.[36]
- Thiết kế "F" là một nỗ lực theo cách khả thi nhằm kết hợp tàu sân bay và thiết giáp hạm; và rất thoải mái trong phạm vi giới hạn của hiệp ước khi trọng lượng choán nước tiêu chuẩn chỉ có 31.750 tấn Anh (32.260 t; 35.560 tấn Mỹ). Ba máy phóng bố trí trước mũi, và một sàn chứa máy bay bên dưới chứa được mười máy bay ném bom với cánh xếp lại. Hai tháp pháo không thể bắn thượng tầng bố trí phía đuôi, mỗi chiếc được bố trí bốn khẩu pháo 355 mm (14 inch).[37]
- Thiết kế "VII" quay trở lại thời kỳ thiết giáp hạm chậm; với tốc độ tối đa 22 hải lý trên giờ (25 mph; 41 km/h), chỉ nhanh hơn 1 hải lý trên giờ (1,2 mph; 1,9 km/h) so với "thiết giáp hạm tiêu chuẩn" kiểu cũ. Trọng lượng tiết kiệm được của việc giảm tốc độ được dùng tăng cường hỏa lực và sự bảo vệ: "VII" có mười hai khẩu 355 mm (14 inch)/50 caliber trên bốn tháp pháo ba nòng và một vùng miễn nhiễm chống lại đạn pháo 14 inch trong khoảng 19,6-27,4 km (21.400-30.000 yard).[38]
- Thiết kế "XVI" là một trong những đề nghị sau cùng; sau khi "XVI-C" bị loại bỏ, một phiên bản cải tiến của thiết kế này đã được chọn cho lớp North Carolina. Có một vài thay đổi lớn giữa thiết kế này và phiên bản sau cùng. Ví dụ, mọi ống thoát khí được nhập vào hai thay vì một ống khói, và toàn bộ dàn pháo hạng hai 127 mm (5 inch)/38 caliber bố trí trên tháp pháo đôi, không có tháp pháo nòng đơn.[26]

## Đặc tính

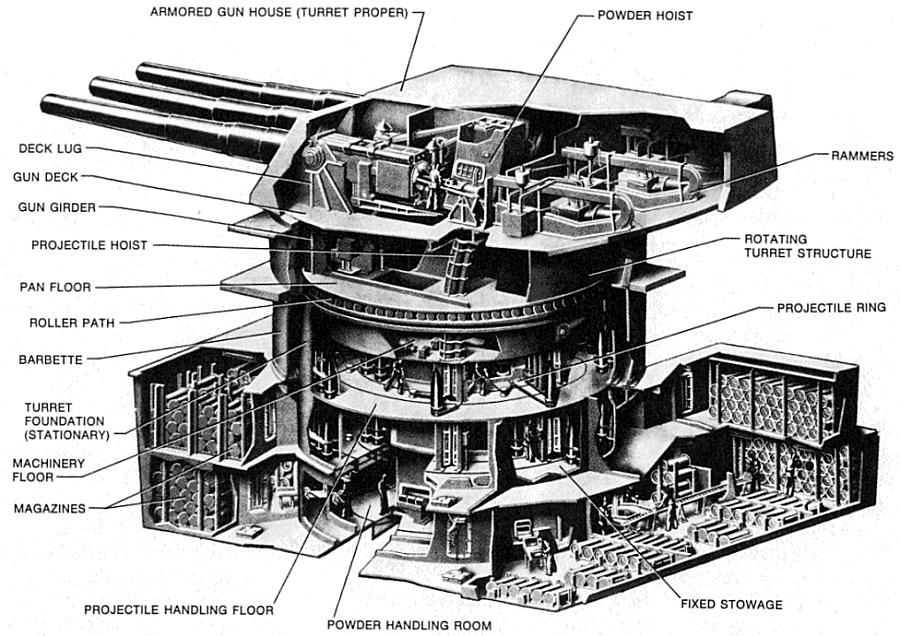
Sơ đồ cắt của một tháp pháo 406 mm (16 inch) trên lớp North Carolina

### Vũ khí
Dàn hỏa lực trên hai chiếc lớp North Carolina chủ yếu dựa trên chín khẩu pháo 16 inch (406 mm)/45 caliber Mark 6 và hai mươi khẩu 5 inch (130 mm)/38 caliber Mark 12 đa dụng. Số vũ khí nhẹ hơn của chúng bao gồm một số lượng thay đổi pháo 28 mm (1,1 inch)/75 caliber, súng máy M2 Browning 0,50 caliber cùng pháo phòng không Bofors 40 mm và Oerlikon 20 mm.

#### Dàn pháo chính
Được trang bị cho cả hai chiếc của lớp North Carolina cũng như cho lớp South Dakota tiếp theo, chín khẩu pháo 406 mm (16 inch)/45 caliber là một phiên bản cải tiến của những khẩu pháo được trang bị cho lớp Colorado, và được đặt tên là "Mark 6". Một thay đổi lớn so với các khẩu pháo cũ là khả năng của phiên bản Mark 6 có thể bắn kiểu đạn pháo xuyên thép mới 2.700 pound (1.200 kilôgam) được phát triển bởi Văn phòng Đạn dược. Khi được bắn bằng một liều thuốc phóng đầy đủ trên khẩu pháo mới nguyên, quả đạn pháo đạt được lưu tốc đầu đạn 2.300 ft/s (701 m/s); và với liều thuốc phóng tiết giảm, cùng quả đạn pháo đó được bắn ở tốc độ 1.800 ft/s (549 m/s). Tuổi thọ của nòng pháo, là số lượng xấp xỉ đạn pháo mà một khẩu pháo có thể bắn trước khi cần phải xẻ rảnh lại hoặc thay thế, là 395 quả đạn pháo xuyên thép, cho dù nếu chỉ sử dụng trong thực hành con số này cao hơn đáng kể: 2.860 phát. Với khả năng xoay ở vận tốc 4 độ mỗi giây, mỗi tháp pháo có thể xoay tối đa một góc 150 độ cả hai bên mạn tàu. Các khẩu pháo có thể nâng lên một góc tối đa 45 độ; chỉ có tháp pháo số 1 và số 3 có thể hạ thấp một góc −2 độ, nhưng do vị trí bắn thượng tầng, các khẩu pháo của tháp pháo số 2 chỉ có thể hạ thấp đến 0 độ.
Mỗi khẩu pháo có chiều dài chung 736 inch (18.700 mm); trong đó nòng pháo có chiều dài 720 inch (18.000 mm) và đoạn nòng có xẻ rãnh dài 616,9 inch (15.670 mm). Tầm bắn xa tối đa đối với đạn pháo xuyên thép hạng nặng sẽ đạt được ở góc nâng 45 độ là 36.900 thước Anh (21,0 mi; 33,7 km). Ở cùng góc nâng này, một quả đạn pháo công suất cao (HC: high capacity) nặng 1.900 pound (860 kilôgam) sẽ đi được 40.180 thước Anh (22,83 dặm; 36,74 kilômét). Khẩu pháo có trọng lượng 192.310 lb (87.230 kg) không tính đến khóa nòng; toàn bộ tháp pháo nặng hơn 3.100.000 lb (1.400.000 kg).
Khi bắn cùng một loại đạn pháo, kiểu pháo 16 inch/45 Mark 6 có đôi chút ưu thế so với kiểu pháo 16 in (410 mm)/50 caliber Mark 7 khi bắn trúng sàn tàu bọc thép. Một quả đạn pháo bắn ra từ nòng pháo 45 caliber sẽ có tốc độ chậm hơn, có nghĩa là sẽ có góc đạn đạo dốc hơn khi rơi xuống. Ở khoảng cách 35.000 thước Anh (20 dặm; 32 kilômét), một quả đạn pháo bắn ra từ nòng pháo 45 caliber sẽ bắn trúng một con tàu ở một góc 45,2 độ thay vì 36 độ từ một nòng pháo 50 caliber, nên có khả năng đâm xuyên tốt hơn.

#### Dàn pháo hạng hai
Lớp North Carolina mang mười tháp pháo nòng đôi hạng hai Mark 28 Model 0 trang bị kiểu pháo 5 inch (130 mm)/38 caliber Mark 12 đa dụng. Thoạt tiên được thiết kế để trang bị cho các lớp tàu khu trục được chế tạo trong những năm 1930, những khẩu pháo này tỏ ra thành công đến mức chúng được bổ sung cho vô số tàu chiến Mỹ trong Chiến tranh Thế giới thứ hai, bao gồm mọi kiểu tàu chiến chủ lực và nhiều tàu chiến nhỏ hơn được chế tạo từ năm 1934 đến năm 1945. Chúng được Văn phòng Đạn dược Hải quân Mỹ xem là "có độ tin cậy cao, chắc chắn và chính xác".
Các khẩu pháo 5 inch/38 caliber hoạt động như những pháo đa dụng; đó là có thể bắn cả mục tiêu tàu nổi lẫn mục tiêu trên không với mức độ thành công thỏa đáng. Tuy nhiên, điều này không có nghĩa là nó có đặc tính phòng không yếu kém. Như được chứng tỏ trong cuộc thử nghiệm tác xạ vào năm 1941 thực hiện trên thiết giáp hạm North Carolina, kiểu pháo này có khả năng nhất quán trong việc bắn rơi máy bay ở độ cao 12.000–13.000 ft (3,7–4,0 km), gấp đôi so với tầm bắn hiệu quả của kiểu pháo phòng không 5 inch (130 mm)/25 caliber đơn dụng trước đây.
Mỗi khẩu pháo 5 inch/38 caliber nặng gần 4.000 pound (1.800 kg) không kể khóa nòng; toàn bộ tháp pháo nòng đôi nặng 156.295 pound (70.894 kilôgam). Mỗi khẩu pháo có chiều dài chung 223,8 inch (5.680 mm), trong đó nòng pháo có chiều dài 190 inch (4.800 mm) và đoạn nòng có xẻ rãnh dài 157,2 inch (3.990 mm). Khẩu pháo có thể bắn ra với lưu tốc đầu đạn khoảng 2,500–2,600 ft/s (762–792 m/s); và khoảng 4.600 quả đạn có thể bắn trước khi cần thay thế nòng súng. Góc nâng tối thiểu và tối đa của chúng là từ -15 đến 85 độ; nòng súng có thể nâng và hạ với tốc độ khoảng 15 độ mỗi giây. Các tháp pháo bố trí sát mũi và đuôi tàu có thể xoay từ -150 đến 150 độ; trong khi các tháp pháo còn lại bị giới hạn ở góc -80 đến 80 độ. Chúng có thể xoay ở tốc độ khoảng 25 độ mỗi giây.

#### Vũ khí nhỏ hơn

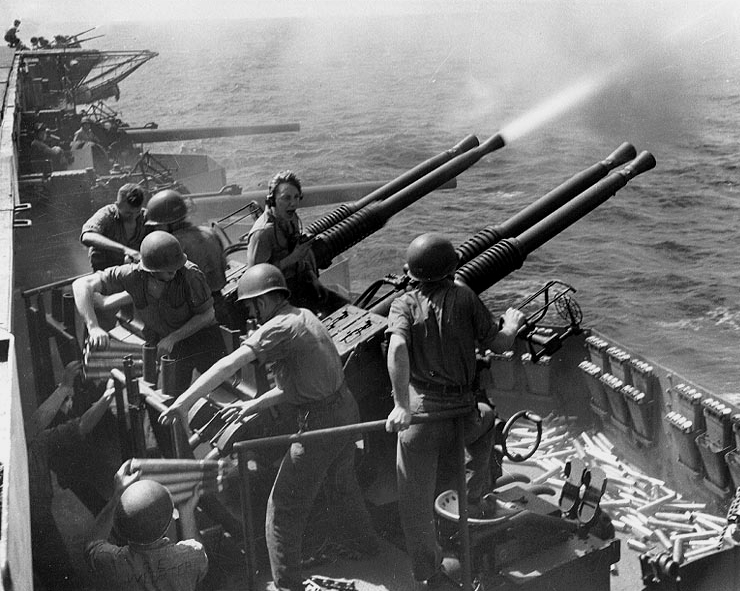
Pháo phòng không Bofors 40 mm đang tác xạ trên tàu sân bay Hornet vào năm 1945

Số vũ khí nhỏ hơn còn lại trên hai chiếc thuộc lớp North Carolina bao gồm số lượng khác nhau pháo 28 mm (1,1 inch)/75 caliber, súng máy M2 Browning 0,50 caliber, cùng pháo phòng không Bofors 40 mm và Oerkilon 20 mm. Cho dù các con tàu thoạt tiên chỉ trang bị bốn khẩu đội pháo 28 mm (1,1 inch) bốn nòng và mười hai súng máy 0,50 caliber, số này được bổ sung và nâng cấp đáng kể trong chiến tranh.
Trên cả hai con tàu, hai khẩu đội pháo 28 mm (1,1 inch) bốn nòng được bổ sung vào vị trí hai đèn pha giữa tàu. Sau khi trúng phải ngư lôi vào năm 1942, North Carolina tháo dỡ chúng và bổ sung mười khẩu đội 40 mm bốn nòng. Mười bốn khẩu đội như vậy hiện diện vào tháng 6 năm 1943, rồi một khẩu đội thứ mười lăm được bố trí bên trên tháp pháo chính số ba vào tháng 11 năm đó. Washington giữ lại sáu khẩu đội 28 mm (1,1 inch) bốn nòng cho đến giữa năm 1943, khi thay thế chúng bằng mười khẩu đội 40 mm bốn nòng, rồi đến tháng 8 nó có tổng cộng mười lăm khẩu đội. Cả hai con tàu giữ lại cấu hình này cho đến hết chiến tranh.
Súng máy 0,50 caliber không có tầm xa hay sức mạnh cần thiết để chiến đấu cùng máy bay hiện đại, và được dự định để thay thế bằng một số lượng tương đương pháo 20 mm, nhưng không có gì được thực hiện ngay từ những đề nghị đó. Trong thực tế, cả North Carolina và Washington trang bị pháo 20 mm và súng máy 0,50 caliber đến gần hết năm 1942. Vào tháng 4, North Carolina có bốn mươi pháo 20 mm và mười hai súng máy 0,50 caliber, trong khi Washington có mười hai pháo và mười hai súng máy tương ứng. Hai tháng sau, số lượng pháo 20 mm được giữ nguyên, nhưng bổ sung thêm mười hai súng máy 0,50 caliber. Đến tháng 9, Washington có thêm hai mươi pháo 20 mm lên tổng cộng bốn mươi, nhưng năm khẩu được tháo bỏ cùng với tất cả súng máy 0,50 caliber không lâu sau đó khi trang bị hai khẩu đội pháo 28 mm (1,1 inch)/75 caliber. Trong đợt tái trang bị sau khi trúng phải ngư lôi, North Carolina được bổ sung sáu pháo 20 mm nhưng tất cả súng máy 0,50 caliber bị tháo bỏ. Washington có 64 khẩu 20 mm vào tháng 4 năm 1943, trước khi một khẩu nòng đơn được thay thế bằng một khẩu đội bốn nòng, và North Carolina có 53 khẩu 20 mm vào tháng 3 năm 1944. Đến tháng 4 năm 1945, North Carolina có 56 khẩu 20 mm, trong khi Washington có 75. Vào tháng 8 năm 1945, cả hai con tàu có tám khẩu đội 20 mm nòng đôi; North Carolina có hai mươi khẩu nòng đơn, trong khi Washington mang một khẩu bốn nòng và 63 khẩu nòng đơn.

### Điện tử

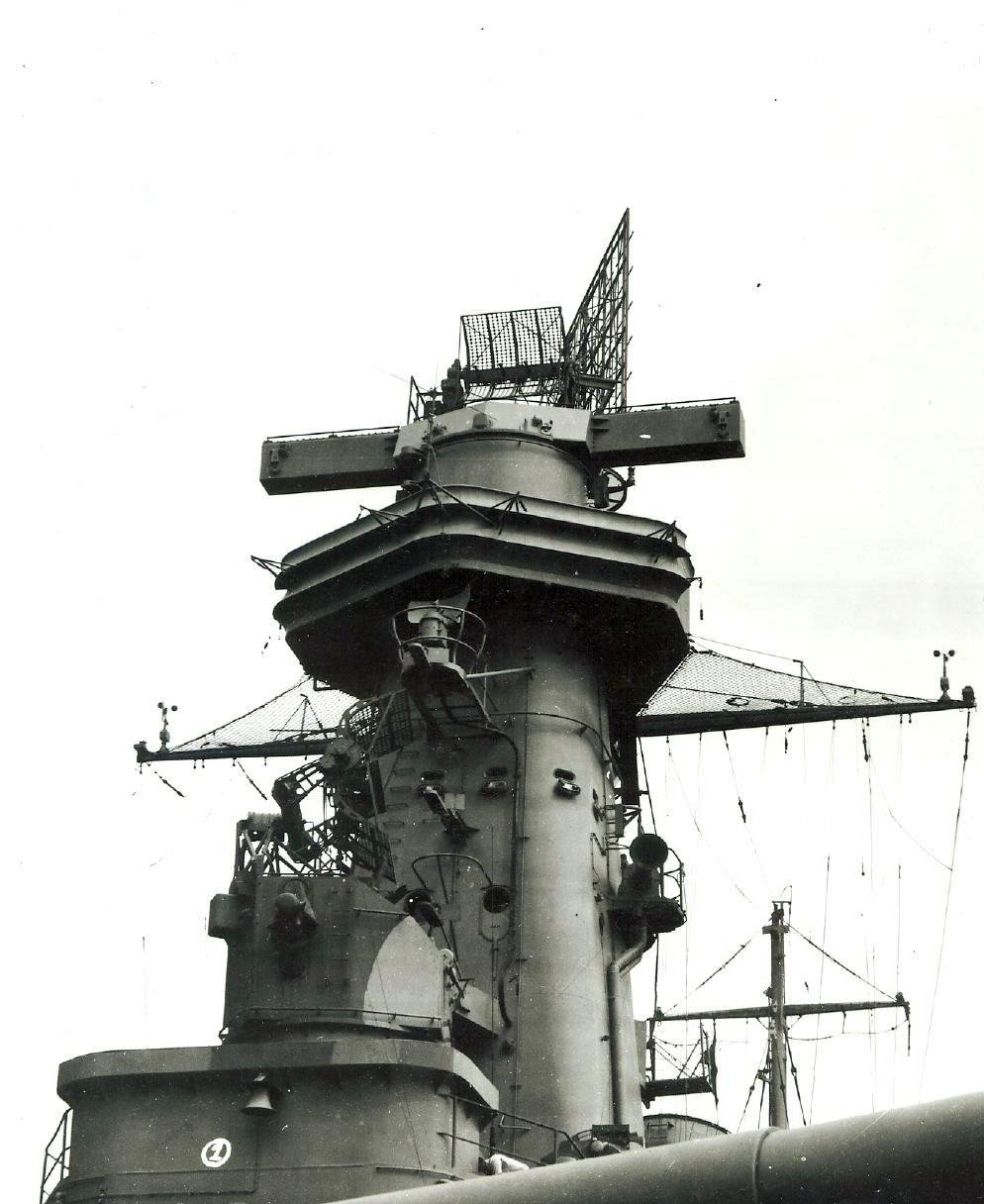
Tháp ăng-ten phía trước của Washington, như được thấy vào ngày 18 tháng 8 năm 1942 tại Xưởng hải quân New York; lưu ý bộ radar SG dò tìm mặt đất đặt trên đỉnh cột ăng-ten

được thiết kế trước thời đại của radar, cả North Carolina lẫn Washington thoạt tiên đều được trang bị nhiều hệ thống kiểm soát hỏa lực và máy đo tầm xa quang học hoa tiêu dẫn đường. Hệ thống kiểm soát hỏa lực tồn tại cho đến năm 1944, khi được thay thế bằng radar sóng ngắn Mark 27, cho dù nó được bổ sung bởi một bộ radar kiểm soát hỏa lực dàn pháo chính Mark 3. Máy đo tầm xa quang học được tháo dỡ dành chỗ cho các khẩu đội 20 mm vào một lúc nào đó từ cuối năm 1941 đến giữa năm 1942. Ngoài ra, các con tàu đi vào hoạt động với hai bộ kiểm soát hỏa lực Mark 38, một bộ radar CXAM dò tìm không trung, hai bộ Mark 3 và ba bộ Mark 4 dành cho dàn hỏa lực hạng hai.
Đến tháng 11 năm 1942, North Carolina được trang bị thêm một bộ Mark 4 bổ sung và một bộ radar SG dò mặt đất. Một cấu hình thông thường dành cho thiết giáp hạm hiện diện trên North Carolina vào tháng 4 năm 1944, với các radar SK (dò tìm không trung) và SG (dò tìm mặt đất), một bộ SG dự phòng, các bộ Mark 8 để kiểm soát dàn pháo chính. Mọi bộ Mark 4 còn lại dành cho dàn pháo hạng hai, và một trong những bộ Mark 3 cũ vẫn còn hiện diện, có thể để dự phòng cho các bộ Mark 8. Một đĩa SK-2 thay thế cho radar SK và các bộ Mark 12 và Mark 22 thay thế cho Mark 4 vào tháng 9 năm đó. Ngoại trừ bộ SK-2, Washington cũng nhận được sự nâng cấp tương tự như vậy.
Cả hai con tàu trải qua những đợt tái trang bị rộng rãi lúc gần cuối hoặc sau chiến tranh; North Carolina nhận được một bộ radar dò tìm không trung (SR) thứ cấp và radar dò đường chân trời SCR-720 trên ống khói phía trước. Vào cuối cuộc chiến tranh, nó có một bộ SP dò tìm mặt đất, một bộ SK-2 dò tìm không trung, một hệ thống kiểm soát hỏa lực Mark 38 cho dàn pháo chính với các radar Mark 13 và Mark 27, một hệ thống kiểm soát hỏa lực Mark 37 cho dàn pháo hạng hai với các radar Mark 12, Mark 22 và Mark 32, và một hệ thống Mark 57 kiểm soát các vũ khí nhỏ hơn với radar Mark 34. vào tháng 3 năm 1946, Washington có một bộ SK phía trước và một SR phía sau, hai bộ SG ở cả trước và sau, cùng một bộ gây nhiễu TDY có thể gây rối loạn radar trên những con tàu khác.

### Động lực
Những chiếc trong lớp North Carolina được trang bị bốn tuốc bin hơi nước hộp số General Electric và tám nồi hơi Babcock & Wilcox kiểu ba nồi đun tốc hành. Hệ thống động lực của con tàu tích hợp nhiều phát triển mới nhất của thiết bị turbine, bao gồm hộp số giảm tốc xoắn ốc kép và kỹ thuật hơi nước áp lực cao. Các nồi hơi của North Carolina cung cấp hơi nước với áp lực 4.000 kPa (575 psi) ở nhiệt độ 454°C (850°F). Để đáp ứng yêu cầu một tốc độ tối đa 50 km/h (27 knot), hệ thống động cơ ban đầu được thiết kế để cung cấp công suất 115.000 mã lực (85,8 mW), nhưng những kỹ thuật mới được áp dụng đã giúp tăng lên 121.000 mã lực (90,2 MW). Cho dù có sự gia tăng về công suất, tốc độ tối đa của các con tàu vẫn không đổi, vì những cải biến cho hệ thống động cơ chỉ được tích hợp sau này trong quá trình thiết kế; các turbine đã được trang bị không thể tận dụng ưu điểm hơi nước có áp lực và nhiệt độ cao hơn, nên mức độ hiệu suất không cao như tiềm năng vốn có. Khi chạy lùi, động cơ có thể cung cấp công suất 32.000 mã lực (23,9 MW).

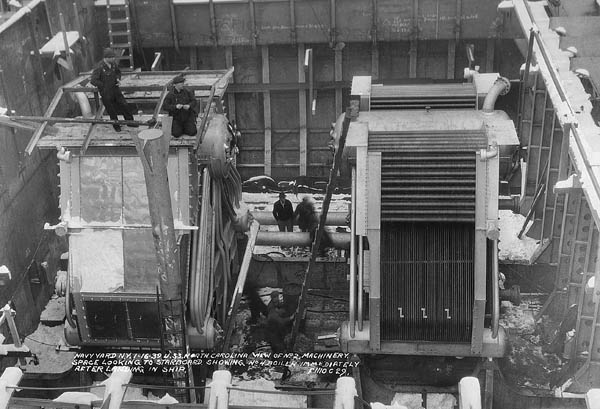
Phòng động cơ số 2 của chiếc North Carolina đang được chế tạo, nhìn từ mạn trái con tàu, ngày 16 tháng 1 năm 1939; nồi hơi số 4 vừa mới được lắp đặt

Hệ thống động cơ được chia thành bốn phòng động cơ, tất cả đều được bố trí dọc theo trục giữa; mỗi phòng chứa một turbine và hai nồi hơi, và không có sự ngăn cách nào giữa các nồi hơi và turbine. Điều này được thực hiện nhằm giới hạn nguy cơ lật úp nếu như con tàu chịu đựng ngập nước nặng trong các phòng động cơ. Các phòng động cơ có cách sắp xếp được bố trí luân phiên: phòng động cơ thứ nhất và thứ ba có turbine đặt bên mạn phải và các nồi hơi tương ứng bên mạn trái, và được đảo lại trong các phòng động cơ thứ hai và thứ tư. Phòng động cơ đầu tiên ở phía trước vận hành trục chân vịt ngoài bên mạn phải, turbine thứ hai dẫn động trục chân vịt ngoài bên mạn trái, turbine thứ ba dành cho chân vịt trong bên mạn phải, và turbine thứ tư vận hành trục chân vịt ngoài bên mạn trái. Cả bốn chân vịt đều có bốn cánh; hai chân vịt phía ngoài có đường kính 4,674 m (15 ft 4 in) trong khi cặp phía trong có đường kính 5,067 m (16 ft 7,5 in). Việc chuyển hướng con tàu được điều khiển bởi một cặp bánh lái.
Vào lúc đưa vào hoạt động, các con tàu có tốc độ tối đa 28 hải lý trên giờ (32 mph; 52 km/h); cho dù đến năm 1945, cùng với việc bổ sung các thiết bị như là vũ khí phòng không, tốc độ tối đa của chúng giảm còn 26,8 hải lý trên giờ (30,8 mph; 49,6 km/h). Sự gia tăng tải trọng cũng làm giảm tầm xa hoạt động. Vào năm 1941, chúng có thể di chuyển 17.450 hải lý (32.320 km; 20.080 mi) ở tốc độ đường trường 15 hải lý trên giờ (17 mph; 28 km/h); vào năm 1945, tầm xa hoạt động giảm còn 16.320 nmi (30.220 km; 18.780 mi). Nếu di chuyển ở tốc độ 25 hải lý trên giờ (29 mph; 46 km/h), tầm xa bị giảm đáng kể, chỉ còn 5.740 nmi (10.630 km; 6.610 mi).
Điện năng được cung cấp bởi tám máy phát điện, trong đó bốn chiếc là máy phát turbine được thiết kế riêng cho hải quân với công suất 1.250 kW mỗi chiếc, và bốn chiếc còn lại là máy phát diesel cung cấp 850 kW mỗi chiếc. Hai máy phát diesel khác nhỏ hơn mỗi chiếc có công suất 200 kW cung cấp nguồn năng lượng dự phòng khẩn cấp trong trường hợp hệ thống chính bị hư hỏng. Tổng công suất các máy phát điện, không kể máy phát dự phòng, là 8.400 kW dưới hình thức dòng điện xoay chiều điện áp 450 volt.

### Vỏ giáp

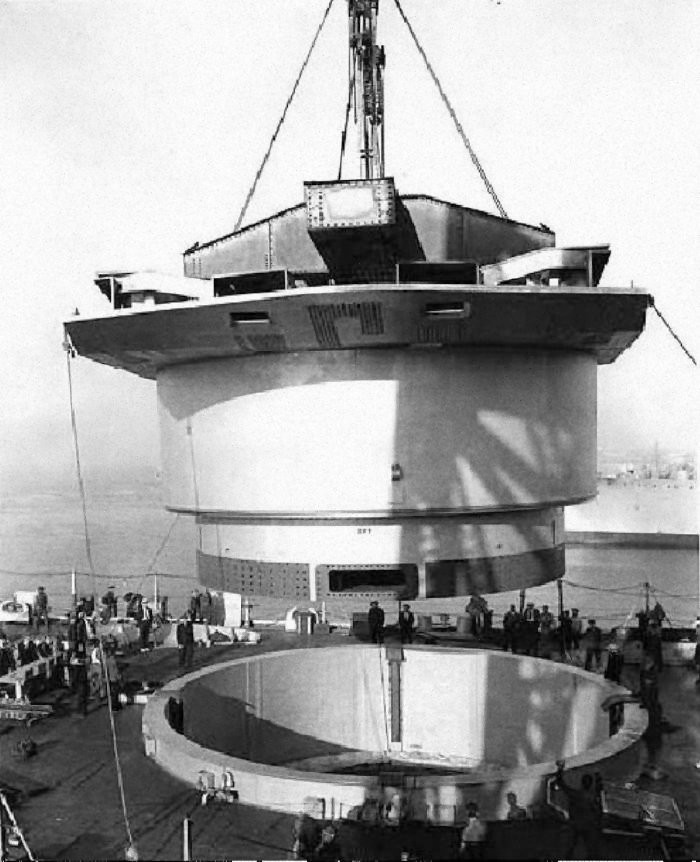
Một trong những tháp pháo của chiếc Washington đang được lắp đặt lên lườn tàu; lưu ý độ dày vỏ giáp 11,5–16 in của bệ đỡ tháp pháo bên dưới

North Carolina và Washington áp dụng vỏ giáp theo nguyên tắc "tất cả hoặc không có gì", chiếm 41% trọng lượng choán nước; nó bao gồm một "thành trì bọc thép" kéo dài từ ngay phía trước tháp pháo đầu tiên cho đến ngay phía sau tháp pháo sau cùng. Nó có một đai giáp dày đến 12 inch (300 mm) ở phần giữa tàu, được đặt nghiêng 15°, và được lót thêm phía trong bằng một lớp thép tôi đặc biệt (STS: Special Treatment Steel) dày 0,75 inch (19 mm). Đai giáp được vuốt mỏng còn 6 inch (150 mm) ở hai đầu của đai giáp. Con tàu có ba lớp sàn tàu bọc thép: sàn tàu chính dày 1,45 inch (37 mm), sàn thứ hai là sàn được bọc giáp dày nhất với độ dày 5 inch (130 mm), và sàn thứ ba cũng là sàn mỏng nhất với độ dày 0,62 inch (16 mm). Sàn thứ nhất được thiết kế để gây kích nổ các quả đạn pháo có kíp nổ chậm, trong khi lớp sàn tàu thứ hai dày nhất sẽ bảo vệ các thành phần thiết yếu bên trong con tàu. Lớp sàn tàu thứ ba được dự định để bảo vệ chống lại các mảnh đạn có thể xuyên thủng lớp sàn tàu thứ hai; và cũng hoạt động như lớp chống đỡ phía trên cho các vách ngăn chống ngư lôi. Tháp chỉ huy được nối liền với "thành trì bọc thép" bởi một ống liên lạc được bọc thép dày 14 inch (360 mm). Lớp vỏ giáp bảo vệ cho tháp chỉ huy có độ dày thay đổi từ 16 inch (410 mm) ở cả hai mặt hông cho đến 14,7 inch (370 mm) ở mặt trước và mặt sau; lớp vỏ giáp nóc dày 7 inch (180 mm) và lớp sàn dày 3,9 inch (99 mm).
Dàn pháo chính được bảo vệ bởi vỏ giáp rất dày: mặt trước của tháp pháo dày 16 inch (410 mm), các mặt hông dày 9 inch (230 mm) trong khi mặt sau dày 11,8 inch (300 mm) và nóc được bọc thép dày 7 inch (180 mm). Vỏ giáp dày cho đến 16 inch-thick (410 mm) là độ dày tối đa mà các nhà máy có thể sản xuất được vào lúc thiết kế lớp tàu; tuy nhiên vào năm 1939, người ta đã có thể tạo ra những tấm thép dày đến 18 inch-thick (460 mm). Chúng đã không được trang bị, vì người ta ước lượng việc chuyển đổi sẽ trì hoãn thời hạn hoàn tất các con tàu thêm từ sáu đến tám tháng. Các bệ tháp pháo cũng được bảo vệ rất nặng: phần phía trước dày 14,7 inch (370 mm), các mặt hông lên đến 16 inch (410 mm) trong khi mặt sau giảm xuống còn 11,5 inch (290 mm). Các tháp súng 127 mm (5 inch) cùng với hầm đạn của chúng được bọc thép tôi STS dày 1,95 inch (50 mm).
Hệ thống bảo vệ bên (SPS) bao gồm năm ngăn kín được phân chia bởi các vách ngăn chống ngư lôi và một bầu chống ngư lôi lớn chạy suốt chiều dài của "thành trì bọc thép". Hai ngăn ngoài cùng, ngăn trong cùng và bầu chống ngư lôi được để trống, trong khi ngăn thứ ba và thứ tư được đổ đầy chất lỏng. Hệ thống này được giảm bớt chiều sâu ở hai đầu bên ngoài các tháp súng trước và sau. Tại các khu vực này, ngăn thứ năm bị hủy bỏ; thay vào đó, có một ngăn ngoài cùng để trống và hai ngăn đổ đầy chất lỏng, được dự phòng phía trong bởi một ngăn để trống khác. Để bù trừ cho hệ thống bảo vệ dưới nước bị cắt giảm, những phần này được tăng cường thêm thép tấm bổ sung, dày cho đến 3,75 inch (95 mm). Toàn thể hệ thống được thiết kế để chịu đựng đầu đạn nặng đến 700 lb (320 kg) TNT. Việc bảo vệ dưới nước được hoàn tất bởi một đáy lườn tàu gồm ba lớp với bề dày tổng cộng 5,75 ft (1,75 m). Lớp ngăn đáy tàu dày 3 ft (0,91 m) và được đổ đầy chất lỏng, trong khi lớp ngăn bên trên dày 2,75 inch (70 mm) được giữ trống. Đáy tàu ba lớp này cũng được chia thành nhiều ngăn để giúp ngăn chặn ngập nước trong trường hợp lớp trên bị đánh thủng.

## Lịch sử hoạt động

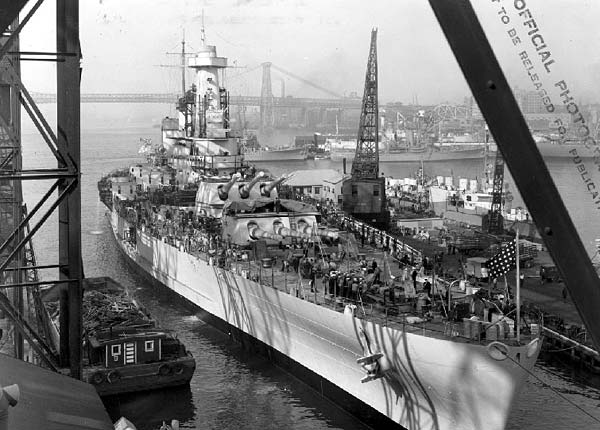
North Carolina đang được trang bị hoàn tất

### Chế tạo
Hai chiếc thiết giáp hạm mới được chấp thuận cho chế tạo vào tháng 1 năm 1937, mỗi chiếc có chi phí khoảng 50 triệu Đô-la Mỹ. Có tổng cộng năm xưởng đóng tàu tham gia dự thầu để được đóng một trong hai chiếc tàu theo kế hoạch. Có ba hãng tư nhân: Bethlehem Shipbuilding, New York Shipbuilding và Newport News Shipbuilding. Hai xưởng kia, Xưởng hải quân New York và Xưởng hải quân Philadelphia, do chính phủ điều hành. Khi xét thầu, đề nghị của các xưởng đóng tàu tư nhân thay đổi từ 46 đến 50 triệu Đô la, trong khi các xưởng của chính phủ đưa ra mức 37 triệu. Hãng Newport News độc đáo hơn những hãng còn lại khi không đưa ra một giá trị cố định mà lại đưa ra giá dưới hình thức "chi phí + 3+1⁄2%", nhưng điều này đã loại họ ra khỏi cuộc chọn thầu.
Giá dự thầu của các hãng đóng tàu tư nhân bị ảnh hưởng nặng bởi việc áp dụng chính sách New Deal. Đạo luật Vincent-Trammell giới hạn lợi nhuận của một hãng đóng tàu ở mức 10%, trong khi Đạo luật hợp đồng dân sự Walsh-Healey quy định mức lương tối thiểu và đòi hỏi những điều kiện làm việc dành cho công nhân. Đạo luật sau đã ảnh hưởng rất lớn đến khả năng huy động thép của hải quân, vì nội dung của luật gây ra sự mâu thuẫn giữa giới chủ lãnh đạo công nghiệp, vốn rất không thích quy định 40 giờ làm việc mỗi tuần cùng mức lương tối thiểu dành cho công nhân, và với công nhân, vốn đang bị lôi kéo vào cuộc tranh luận riêng biệt giữa công đoàn của những người thợ lành nghề, Liên đoàn Lao động Hoa Kỳ, với công đoàn của những công nhân không có tay nghề, Đại hội các Tổ chức Công nghiệp. Ở giữa tình trạng náo động này, Hải quân gặp khó khăn trong việc huy động 8.000 tấn (18 triệu pound) thép để chế tạo sáu tàu khu trục và ba tàu ngầm; trong khi một số lượng thép lớn hơn thế sẽ phải cần đến cho các thiết giáp hạm mới.
Những vấn đều này, cùng với những thay đổi trong thiết kế và những vấn đề về lao động trong các xưởng đóng tàu – như một cuộc đình công tại hãng Federal Shipbuilding and Drydock Company vốn đang đóng hai tàu khu trục cho hải quân vào lúc đó – đã làm gia tăng giá thành của những chiếc thiết giáp hạm lên 60 triệu Đô la mỗi chiếc. Cho dù chi phí tăng đáng kể, Văn phòng Kỹ thuật Hàng hải cùng Văn phòng Chế tạo và sửa chữa đã đề xuất lên cấp trên của họ là nên chấp thuận đề nghị của những xưởng hải quân của chính phủ. Điều này được xác nhận, khi giá dự thầu của các hãng tư nhân được cho là bị thổi phồng quá mức. Hợp đồng chế tạo North Carolina và Washington, những tên được chính thức chọn vào ngày 3 tháng 5 năm 1937, được trao cho các xưởng hải quân New York và Philadelphia tương ứng vào ngày 24 tháng 6 năm 1937. Không lâu sau khi điều này được công bố, Roosevelt phải chịu đựng sự vận động hành lang quyết liệt của công dân và chính trị gia thuộc thành phố Camden và của tiểu bang New Jersey, trong một nỗ lực vô vọng cuối cùng nhằm chuyển việc chế tạo chiếc North Carolina đến xưởng của hãng New York Shipbuilding tại Camden; một hợp đồng như vậy sẽ giúp giữ được công ăn việc làm cho nhiều người trong khu vực này. Roosevelt từ chối, nói rằng sự chênh lệch về giá là quá lớn; thay vào đó, công ty được nhận hợp đồng chế tạo hai chiếc tàu tiếp liệu khu trục vào tháng 12 năm 1937: Dixie (AD-14) và Prairie (AD-15).
Việc chế tạo lớp North Carolina bị chậm do những vấn đề về vật liệu đã đề cập bên trên, những thay đổi trong thiết kế căn bản – chủ yếu là việc nâng cỡ pháo từ 355 mm (14 inch) lên 406 mm (16 inch) – và yêu cầu phải tăng thêm cả chiều dài lẫn sức nặng của triền đà đang có tại các xưởng hải quân. Biện pháp tăng cường áp dụng kỹ thuật hàn được đề nghị như là cách làm giảm trọng lượng và gia cường cấu trúc thiết kế, vì nó có thể giúp làm giảm cấu trúc con tàu đến 10%, nhưng nó chỉ được sử dụng cho khoảng 30% con tàu. Chi phí liên quan đến hàn và việc kéo dài thời gian hoàn thành khiến cho kỹ thuật này trở nên không thực tế.

### Những chiếc trong lớp
| Tàu            | Đặt lườn             | Hạ thủy             | Hoạt động           | Số phận                                                                                |
| North Carolina | 27 tháng 10 năm 1937 | 13 tháng 6 năm 1940 | 9 tháng 4 năm 1941  | Ngừng hoạt động 27 tháng 6 năm 1947; hiện là tàu bảo tàng tại Wilmington, Bắc Carolina |
| Washington     | 14 tháng 6 năm 1938  | 1 tháng 6 năm 1940  | 15 tháng 5 năm 1941 | Ngừng hoạt động 27 tháng 6 năm 1947; bị bán để tháo dỡ ngày 24 tháng 5 năm 1961        |

### North Carolina
North Carolina được đặt lườn vào ngày 27 tháng 10 năm 1937, chiếc thiết giáp hạm đầu tiên được Hoa Kỳ chế tạo kể từ lớp Colorado vào cuối những năm 1910 và đầu những năm 1920. Cho dù North Carolina được hạ thủy vào ngày 13 tháng 6 năm 1940 và đưa vào hoạt động ngày 9 tháng 4 năm 1941, nó không được giao nhiệm vụ hoạt động thường trực do mắc phải vấn đề rung động nặng dọc theo các trục chân vịt của nó, một lỗi từng xảy ra đối với con tàu chị em Washington và một số tàu khác như chiếc tàu tuần tuần dương hạng nhẹ Atlanta. Lỗi này chỉ được khắc phục sau khi thử nghiệm nhiều kiểu chân vịt khác nhau bên trên chiếc North Carolina, bao gồm kiểu bốn cánh và một phiên bản thu nhỏ của kiểu ba cánh nguyên thủy. Việc thử nghiệm này đòi hỏi nó phải thường xuyên đi biển, và kết quả của nhiều lần khởi hành từ cảng New York tiến ra Đại Tây Dương khiến cho nó bị đặt tên lóng "Showboat" (con tàu trình diễn).
Sau một chuyến đi chạy thử máy tại khu vực biển Caribbe và tham gia các cuộc tập trận, North Carolina băng qua kênh đào Panama trên đường đi đến Mặt trận Thái Bình Dương. Gia nhập Lực lượng Đặc nhiệm 16, chiếc thiết giáp hạm đã hộ tống chiếc tàu sân bay Enterprise trong các cuộc đổ bộ lên Guadalcanal và Tulagi vào ngày 7 tháng 8 năm 1942, và tiếp tục tháp tùng chiếc tàu sân bay khi nó di chuyển về phía Đông Nam quần đảo Solomon. Trận chiến Đông Solomons bắt đầu khi các tàu sân bay Nhật bị phát hiện vào ngày 24 tháng 8 năm 1942; và mặc dù máy bay Hải quân Mỹ đã tấn công trước tiên, đánh chìm được tàu sân bay hạng nhẹ Ryūjō; một cuộc không kích được tung ra từ một lực lượng khác, hình thành chung quanh hai tàu sân bay hạm đội Shōkaku và Zuikaku, đã tấn công Lực lượng Đặc nhiệm 16. Trong trận đánh căng thẳng chỉ kéo dài tám phút, North Carolina đã bắn rơi từ 7 đến 14 máy bay đối và hầu như không bị hư hại, cho dù có bảy quả bom ném suýt trúng và một thủy thủ thiệt mạng do hỏa lực càn quét. Enterprise bị trúng ba quả bom.

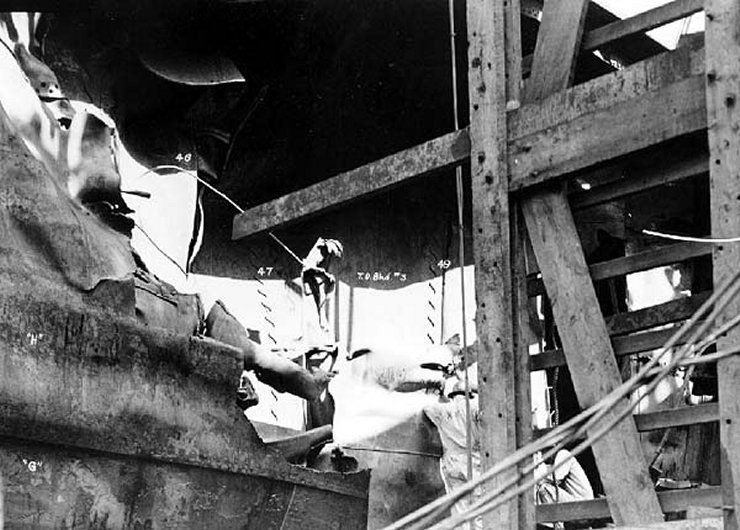
Một lỗ thủng lớn trên lườn của chiếc North Carolina bởi ngư lôi phóng từ tàu ngầm Nhật I-15 vào tháng 10 năm 1942

Sau đó North Carolina gia nhập lực lượng hộ tống cho tàu sân bay Saratoga, và đã bảo vệ cho nó trong các hoạt động hỗ trợ cho lực lượng Mỹ đang trú đóng trên đảo Guadalcanal. Mặc dù nó đã né tránh được một quả ngư lôi vào ngày 6 tháng 9, nó không thể tránh được một quả khác vào ngày 15 tháng 9. Trong số sáu quả ngư lôi của một loạt phóng từ tàu ngầm Nhật I-15, ba quả trúng tàu sân bay Wasp, một quả trúng tàu khu trục O'Brien, một quả bị trượt, và một quả đã trúng North Carolina. Một đầu đạn nặng 660 lb (300 kg) đã đánh trúng mạn trái con tàu ở độ sâu 20 ft (6,1 m) bên dưới mực nước tại một điểm ngay phía sau tháp pháo số 1, tạo ra một lỗ hổng kích thước 9,8 × 5,5 m (32 × 18 ft), khiến khoảng 970 tấn Anh (990 t) nước biển tràn vào con tàu vốn đòi hỏi phải khắc phục độ nghiêng bằng cách cho ngập đối xứng khiến nó bị ngập thêm 480 tấn Anh (490 t); cùng làm thiệt mạng năm người và bị thương hai mươi người khác. Cho dù North Carolina có thể tiếp tục di chuyển với tốc độ 24 hải lý trên giờ (28 mph; 44 km/h) sau khi bị đánh trúng, nó buộc phải chạy chậm lại sau đó ở tốc độ 18 hải lý trên giờ (21 mph; 33 km/h) nhằm đảm bảo các tấm thép che đỡ tạm thời không bị bung ra. Những hư hỏng về cấu trúc bên dưới tháp pháo số 1 khiến cho nó không thể bắn được trừ khi tuyệt đối cần thiết, và dàn radar chính cũng bị hỏng. Vì đây là lần đầu tiên một quả ngư lôi đánh trúng một thiết giáp hạm hiện đại của Hoa Kỳ, nó gợi ra một lượng lớn sự quan tâm từ nhiều sĩ quan và văn phòng khác nhau bên trong Hải quân Mỹ. Nó được xem là sự chứng minh bởi một số người tin rằng có quá nhiều thứ đã bị hy sinh trong thiết kế của con tàu, khi mà hệ thống phòng thủ chống ngư lôi đã gần bị xuyên thủng ở một trong những điểm quan trọng nhất của con tàu là hầm đạn, và Ủy ban Tướng lĩnh đã kêu gọi chiếc thứ năm và thứ sáu của lớp Iowa: Illinois và Kentucky, nên được trang bị bổ sung một bầu chống ngư lôi bên ngoài các hầm đạn. Tuy nhiên, Văn phòng Tàu chiến mới được thành lập đã phản đối quan điểm này, dựa trên lập luận trong mọi trường hợp hệ thống bảo vệ đã thể hiện đúng những gì nó cần phải làm, và đã không có sự cải tiến nào được thực hiện.
Sau khi được sửa chữa và tái trang bị tại các cơ sở ở Trân Châu Cảng, North Carolina tiếp tục hoạt động như thành phần hộ tống cho các tàu sân bay Enterprise và Saratoga cho đến hết năm 1942 và hầu hết thời gian của năm 1943 trong khi chúng hỗ trợ cho các hoạt động chuyển quân và tiếp liệu tại quần đảo Solomon. Trong giai đoạn này, nó được nâng cấp các hệ thống kiểm soát hỏa lực và radar tiên tiến trong tháng 3, tháng 4 và tháng 9 năm 1943 tại Trân Châu Cảng. Đến tháng 11 năm 1943, North Carolina hộ tống cho Enterprise khi chiếc tàu sân bay tung ra các cuộc không kích xuống Makin, Tarawa và Abemama. Từ ngày 1 đến ngày 8 tháng 12, nó bắn pháo xuống Nauru trước khi quay trở lại bảo vệ cho tàu sân bay; và nó tháp tùng chiếc Bunker Hill khi chiếc tàu sân bay này tiến hành không kích Kavieng và New Ireland.
Gia nhập Lực lượng Đặc nhiệm 58 vào tháng 1 năm 1944, North Carolina hộ tống các tàu sân bay như là soái hạm của Đô đốc Willis A. Lee trong phần lớn thời gian của năm, hỗ trợ cho các cuộc không kích xuống Kwajalein, Namur, Truk (hai lần), Saipan, Tinian, Guam, Palau, Woleai và Hollandia từ tháng 1 đến tháng 4; cũng trong tháng 4, North Carolina dùng hải pháo hủy diệt các công trình phòng ngự tại Ponape trước khi lên đường quay về Trân Châu Cảng để sửa chữa một bánh lái bị hư hại. Khi công việc sửa chữa hoàn tất vào ngày 6 tháng 6, chiếc thiết giáp hạm tháp tùng tàu sân bay Enterprise trong các cuộc tấn công tại quần đảo Mariana; trong đó, North Carolina đã tham gia nả pháo xuống Saipan và Tanapag.
Vào cuối tháng 6, North Carolina là một trong những tàu chiến Hoa Kỳ đã tham gia cái gọi là "Cuộc săn vịt trời Marianas vĩ đại", nơi hầu hết các máy bay Nhật Bản tấn công bị bắn hạ ngay trên không trung với thiệt hại rất ít về phía lực lượng phòng thủ Mỹ. Những vấn đề đối với các trục chân vịt đã buộc chiếc thiết giáp hạm phải quay trở về Xưởng hải quân Puget Sound để đại tu. Nó quay trở lại hoạt động vào tháng 11 đảm trách nhiệm vụ hộ tống tàu sân bay đúng vào lúc lực lượng đặc nhiệm trải qua một cơn bão. North Carolina đã bảo vệ các tàu sân bay trong khi chúng hỗ trợ trên không cho hạm đội đổ bộ và tung các đợt không kích xuống Leyte, Luzon và Visayas. Sống sót qua một cơn bão khác vốn đã nhấn chìm ba tàu khu trục, North Carolina tiếp tục vai trò hộ tống khi máy bay hải quân tấn công Đài Loan, Đông Dương, Trung Quốc, quần đảo Ryukyu và đảo Honshu trong tháng 1 và tháng 2 năm 1945. Trong cuộc tấn công Iwo Jima, chiếc thiết giáp hạm đã bắn pháo hỗ trợ cho lực lượng đổ bộ trên bờ.

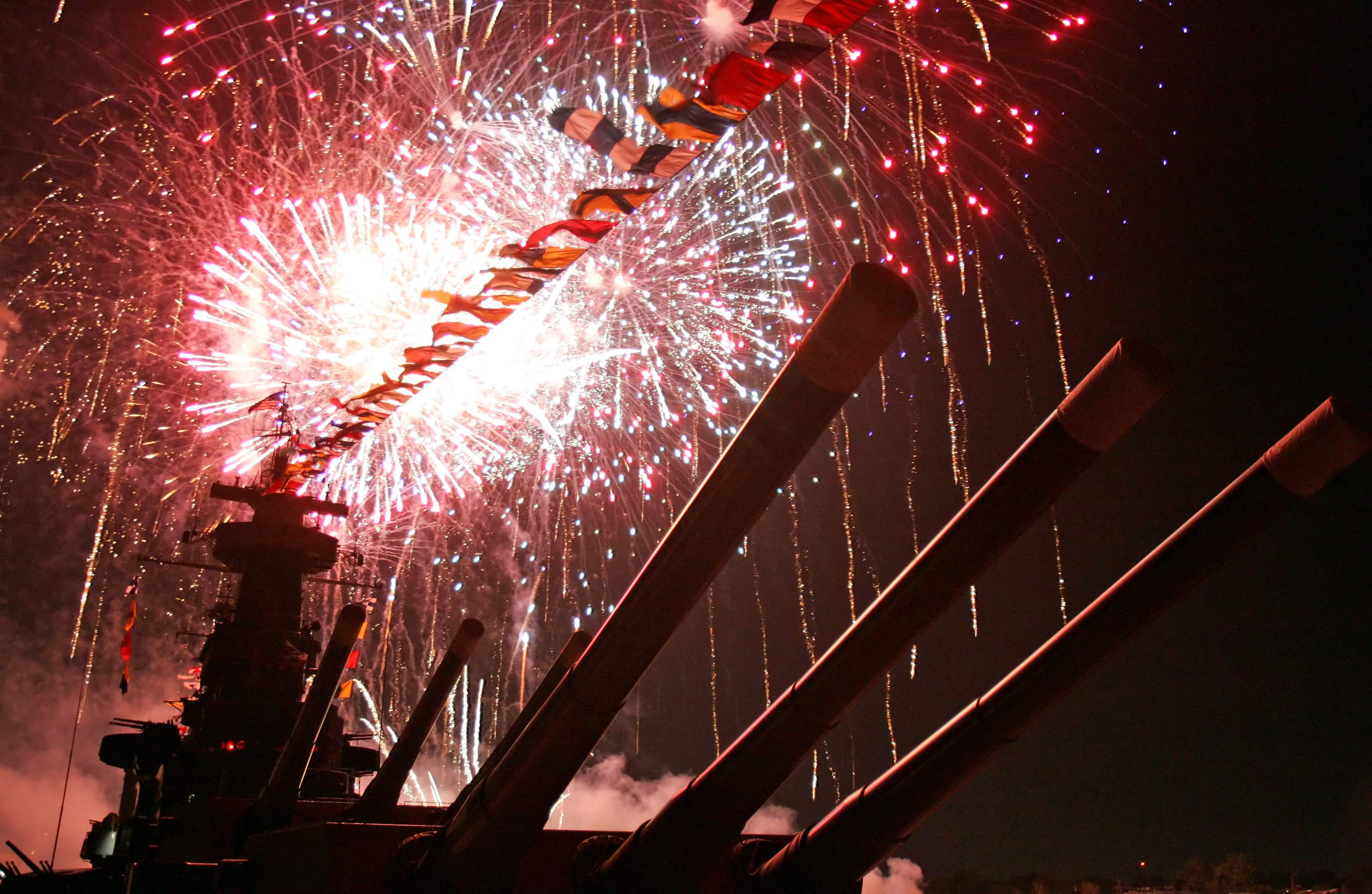
Pháo hoa trên bầu trời bên trên chiếc North Carolina (BB-55) vào năm 2008, nhân dịp lễ hội đánh dấu việc đưa chiếc tàu ngầm tấn công nguyên tử North Carolina (SSN-777) vào hoạt động

Trong cuộc tấn công lên Okinawa, North Carolina đã hộ tống các tàu sân bay và bắn phá các vị trí đối phương trên bờ. Mặc dù đã bắn rơi được ba máy bay tấn công cảm tử kamikaze, vào ngày 6 tháng 4 nó lại bị trúng một quả đạn pháo 127 mm (5 inch) trong một vụ bắn nhầm, làm thiệt mạng ba người và bị thương 44 người khác. Chiếc thiết giáp hạm đã bắn rơi một máy bay đối phương vào ngày 7 tháng 4 và hai chiếc khác vào ngày 17 tháng 4. Sau một đợt đại tu khác thực hiện từ ngày 9 tháng 5 đến ngày 28 tháng 6, lần này là tại xưởng hải quân Trân Châu Cảng, North Carolina đã hoạt động cả trong vai trò hộ tống tàu sân bay lẫn bắn pháo bờ biển cho đến hết cuộc chiến. Nổi bật là cuộc bắn pháo vào ngày 17 tháng 7 vào khu vực công nghiệp tại Hitachi, Ibaraki cùng với các thiết giáp hạm đồng đội Alabama, Missouri, Wisconsin và HMS King George V cùng nhiều tàu chiến nhỏ khác.
Vào tháng 8, một số thành viên của North Carolina cùng các đội Thủy quân Lục chiến được gửi lên bờ để hỗ trợ cho cuộc chiếm đóng Nhật Bản. Sau khi Nhật chính thức đầu hàng, nhóm này quay trở lại tàu và chiếc thiết giáp hạm khởi hành đi Okinawa. Như một phần của Chiến dịch "Magic Carpet", các cựu chiến binh được nhận lên tàu để được hồi hương về Hoa Kỳ. Đi qua kênh đào Panama vào ngày 8 tháng 10, nó thả neo tại Boston vào ngày 17 tháng 10. Sau một đợt đại tu tại Xưởng hải quân New York, nó tham gia các cuộc tập trận ngoài khơi New England trước khi thực hiện một chuyến đi huấn luyện học viên mới tại vùng biển Caribbe.
North Carolina được cho ngừng hoạt động tại Bayonne, New Jersey vào ngày 27 tháng 6 năm 1947; và ở lại trong hạm đội dự bị cho đến ngày 1 tháng 6 năm 1960, khi được cho rút khỏi danh sách Đăng bạ Hải quân. Không như hầu hết các thiết giáp hạm Hoa Kỳ khác bị tháo dỡ sau chiến tranh, North Carolina được bán lại cho tiểu bang Bắc Carolina vào ngày 8 tháng 8 năm 1961 với giá 330.000 Đô la Mỹ để trở thành một tàu bảo tàng. Chiếc thiết giáp hạm được mở cửa tại Wilmington, Bắc Carolina vào ngày 29 tháng 4 năm 1962, như một đài tưởng niệm mọi công dân tiểu bang North Carolina thuộc mọi ngành phục vụ đã ngã xuống trong Chiến tranh Thế giới thứ hai. Con tàu được công nhận là một Địa điểm Lịch sử Quốc gia vào ngày 1 tháng 1 năm 1986, nó vẫn tiếp tục ở tại đây, được duy trì bởi Ủy ban Thiết giáp hạm USS North Carolina, một tổ chức phi lợi nhuận.

### Washington

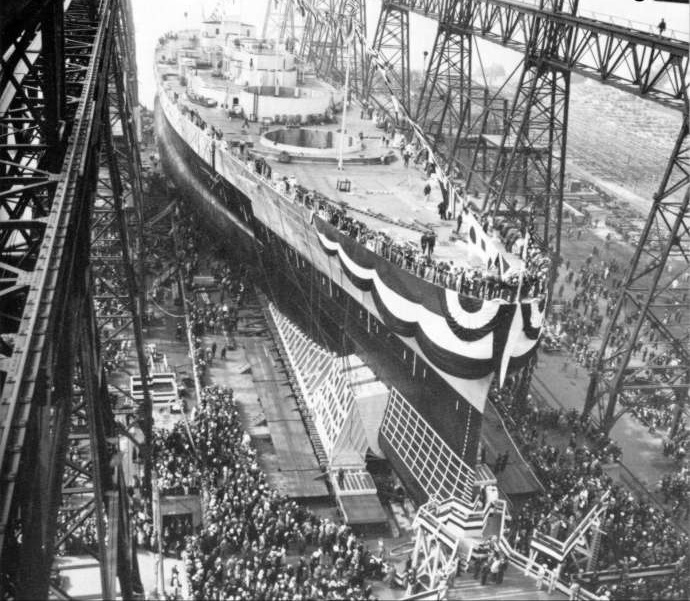
Buổi lễ hạ thủy chiếc Washington vào ngày 1 tháng 6 năm 1940

Washington được đặt lườn vào ngày 14 tháng 6 năm 1938, được hạ thủy vào ngày 1 tháng 6 năm 1940 và được đưa ra hoạt động vào ngày 15 tháng 5 năm 1941 tại xưởng hải quân Philadelphia. Mặc dù được đưa ra hoạt động, động cơ của nó đã không thể hoạt động hết công suất. Giống như tàu chị em với nó North Carolina, Washington cũng mắc phải vấn đề rung động nặng theo trục dọc, vốn chỉ được làm giảm nhẹ sau nhiều cuộc thử nghiệm được tiến hành trên North Carolina. Các sửa chữa đã giúp nó có thể thực hiện cuộc chạy thử máy, mà Washington tiến hành vào ngày 3 tháng 8 năm 1941; sau khi chất tải khoảng 44.400 tấn, hệ thống động lực của con tàu đã chạy hết công suất được 123.850 mã lực, và được lặp lại vào tháng 2 năm 1942, khi đạt đến công suất 127.100 và 121.000 mã lực.
Chiếc thiết giáp hạm cuối cùng cũng có khả năng góp vai trò tích cực trong cuộc chiến tranh mà giờ đây ảnh hưởng trực tiếp đến Hoa Kỳ. Chuẩn Đô đốc John W. Wilcox chọn Washington làm soái hạm cho Lực lượng Đặc nhiệm 39. Vào ngày 26 tháng 3 năm 1942, Washington cùng với tàu sân bay Wasp, các tàu tuần dương hạng nặng Wichita và Tuscaloosa cùng nhiều tàu chiến nhỏ khác đã lên đường vượt Đại Tây Dương tăng cường cho Hạm đội Nhà Anh Quốc. Trong chuyến đi, Đô đốc Wilcox bị rơi xuống biển; ông được tàu khu trục Wilson nhìn thấy sau đó với tư thế úp mặt xuống biển, nhưng do hoàn cảnh biển động đã không thể vớt xác của ông lên. Không thể biết chính xác chuyện gì đã thực sự xảy ra; Wilcox có thể đơn giản bị một cơn sóng lớn cuốn xuống biển, nhưng cũng có sự suy đoán là ông mắc phải một cơn đột quỵ. Lực lượng đi đến nơi thả neo chính của Hạm đội Nhà, Scapa Flow, vào ngày 4 tháng 4.
Washington cùng các con tàu khác của Lực lượng Đặc nhiệm 39 tiến hành tập trận cùng với Hạm đội Nhà cho đến cuối tháng 4. Cùng với các đơn vị Anh khác, lực lượng này rời quần đảo Anh Quốc như là Lực lượng Đặc nhiệm 99. Chúng hộ tống một số đoàn tàu vận tải Bắc Cực chuyển những hàng tiếp liệu tối cần thiết đến Liên Xô. Trong một lần thực hiện nhiệm vụ như vậy, chiếc thiết giáp hạm Anh King George V cùng đi đã vô tình húc phải một tàu khu trục khiến nó vỡ làm đôi và chìm nhanh chóng. Đi liền ngay phía sau tháp tùng cho King George V, Washington băng qua đúng ngay vùng biển và phải chịu đựng hư hại của các vụ nổ từ các quả mìn sâu rơi ra từ chiếc tàu khu trục. Mặc dù sự hư hỏng gây ra cho lườn tàu chỉ là tối thiểu, giới hạn trong việc rò rỉ một thùng nhiên liệu, nhiều thiết bị tinh vi trên tàu bị hư hại, bao gồm máy đo tầm xa cho dàn pháo chính, các bộ ngắt điện, ba bộ kiểm soát hỏa lực cùng các radar dò tìm. Các tàu chiến Mỹ sau đó đi vào cảng Hvalfjörður tại Iceland vào ngày 15 tháng 5; chúng quay trở lại Scapa Flow vào ngày 3 tháng 6. Ngày 4 tháng 6, Washington đón lên tàu vị tư lệnh lực lượng hải quân Mỹ tại châu Âu, Đô đốc Harold Rainsford Stark, người đã cho đặt sở chỉ huy tạm thời của mình trên chiếc tàu chiến trong vài ngày. Vào ngày 7 tháng 6 năm 1942, Vua George VI Anh Quốc đã lên thị sát chiếc thiết giáp hạm.

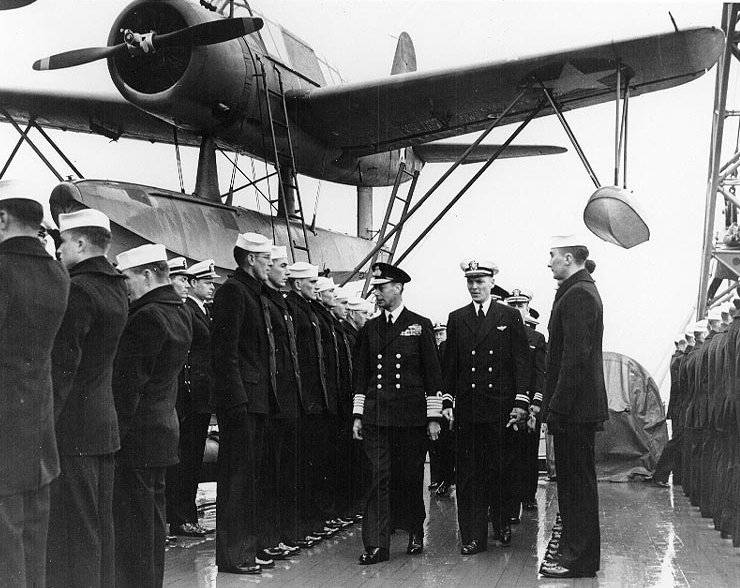
Vua George VI của Anh (bên trái, hướng về máy ảnh) đang duyệt qua các thủy thủ trên chiếc Washington vào ngày 7 tháng 6 năm 1942. Một thủy phi cơ OS2U Kingfisher ở bên trên phía sau

Washington rời khu vực Bắc Hải quay trở về Hoa Kỳ vào ngày 14 tháng 7 năm 1942 cùng với một lực lượng hộ tống bao gồm bốn tàu khu trục; và khi về đến xưởng hải quân New York vào ngày 23 tháng 7, nó thực hiện một đợt đại tu mất đến một tháng mới hoàn tất. Nó lên đường vào ngày 23 tháng 8 hướng đến kênh đào Panama rồi đi sang Thái Bình Dương, đi đến điểm dừng của nó là đảo Tonga vào ngày 14 tháng 9, nơi nó trở thành soái hạm của Đô đốc Willis "Ching" Lee. Trong những tháng tiếp theo, Washington tập trung vào việc bảo đảm an toàn cho các đoàn tàu vận chuyển tiếp liệu và tăng cường cho lực lượng trú đóng tại Guadalcanal. Vào ngày 13 tháng 11, ba đội hình tàu chiến Nhật Bản được phát hiện đang trên đường hướng đến Guadalcanal, một trong số chúng nhắm vào mục đích bắn phá sân bay Henderson khi bóng tối vào ban đêm giúp bảo vệ chúng khỏi sự tấn công bằng máy bay. Lực lượng bắn phá thứ nhất của Nhật bị đẩy lùi bởi một lực lượng tàu tuần dương - khu trục Mỹ. Vào ngày 14 tháng 11, phía Nhật tổ chức một cuộc tấn công bắn phá khác nhằm vô hiệu hóa sân bay chướng tai gai mắt này. Washington cùng thiết giáp hạm South Dakota và bốn tàu khu trục được gửi đến để đánh chặn lực lượng Nhật Bản trong đêm đó. Lực lượng Nhật Bản, bao gồm thiết giáp hạm nhanh Kirishima, hai tàu tuần dương hạng nặng, hai tàu tuần dương hạng nhẹ và chín tàu khu trục, thoạt tiên đã đánh chìm ba tàu khu trục Mỹ và gây hư hại đáng kể cho cấu trúc thượng tầng của South Dakota. Tuy nhiên, Washington không bị phát hiện, và dàn hỏa lực dẫn đường bằng radar của nó đã đánh chìm một tàu khu trục và bắn trúng Kirishima. Trong trận chiến hỗn loạn, Washington đã bắn 75 quả đạn pháo 406 mm (16 inch) và 107 quả 127 mm (5 inch), trong đó chín phát 406 mm (16 inch) đã đánh trúng Kirishima, gây hư hại nặng đến mức không thể sửa chữa và khiến nó phải bị đánh đắm sáng hôm sau. Không lâu sau trận đánh này, lực lượng Nhật Bản bắt đầu triệt thoái khỏi Guadalcanal.
Cho đến tháng 4 năm 1943, Washington tiếp tục ở lại khu vực gần căn cứ của nó ở New Caledonia, bảo vệ các đoàn tàu vận tải và các nhóm chiến đấu hỗ trợ cho Chiến dịch Solomon. Quay trở về Trân Châu Cảng, nó tiến hành tập trận và trải qua một đợt đại tu trước khi quay trở lại khu vực chiến sự vào cuối tháng 7. Từ tháng 8 đến cuối tháng 10, Washington hoạt động ngoài khơi Efate. Sau đó nó cùng bốn thiết giáp hạm và sáu tàu khu trục tham gia hình thành nên Đội đặc nhiệm 53.2 để tập trận, có các tàu sân bay Enterprise, Essex và Independence cùng tham gia. Sau đó Đội đặc nhiệm 52.2 lên đường hướng đến quần đảo Gilbert bổ sung thêm hỏa lực vào các cuộc tấn công đang diễn ra tại đây. Lên đường vào cuối tháng 11, Washington trước tiên đi đến Makin bảo vệ các tàu bè tại đây, rồi sau đó đến đảo Banaba để chuẩn bị nả pháo lên Nauru cùng với con tàu chị em North Carolina, cả bốn chiếc thuộc lớp South Dakota cùng các tàu sân bay Bunker Hill và Monterey. Tất cả những chiếc tàu chiến chủ lực đều đồng loạt nổ súng trước bình minh ngày 8 tháng 12; và các tàu sân bay tiếp nối cuộc tấn công không lâu sau đó. Các con tàu sau đó lên đường quay trở về Efate, đến nơi vào ngày 12 tháng 12. Vào ngày Giáng sinh, Washington, North Carolina và bốn tàu khu trục rời Efate để tiến hành huấn luyện tác xạ. Vào cuối tháng 1 năm 1944, nó nằm trong thành phần Đội Đặc nhiệm 50.1 để hộ tống các tàu sân bay nhanh trong đội tung các cuộc không kích xuống Taroa và Kwajalein. Nó cũng di chuyển đến gần để tấn công Kwajalein bằng dàn pháo chính của nó trong ngày 30 tháng 1.

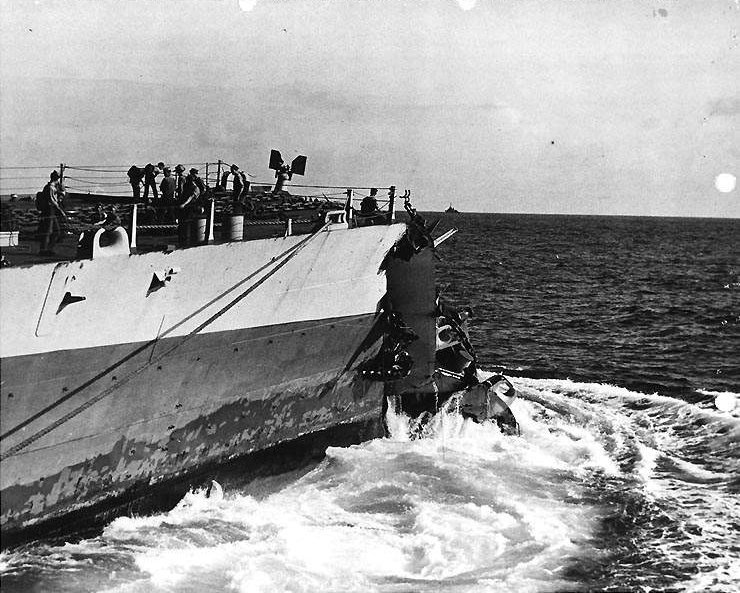
Hư hại nặng cho mũi của chiếc Washington sau tai nạn va chạm với thiết giáp hạm Indiana

Trước lúc bình minh ngày 1 tháng 2 năm 1944, khi trời còn tối, Washington đã bị tai nạn va chạm với thiết giáp hạm Indiana khi chiếc này tách khỏi đội hình để tiếp nhiên liệu cho bốn tàu khu trục. Indiana đã thông báo qua vô tuyến dự định của nó chuyển hướng qua mạn trái rời khỏi đội hình, nhưng không lâu sau khi bắt đầu bẻ lái, thuyền trưởng của nó ra lệnh quay lại hướng sang mạn phải. Bảy phút sau, nó được các quan sát viên trên Washington nhìn thấy ở khoảng cách 1.000 yd (3.000 ft; 910 m). Mặc dù thủy thủ trên cả hai con tàu điên cuồng tìm cách né tránh; Washington vẫn đâm sượt vào chiếc Indiana, gây hỏng một mảng lớn phía sau con tàu bên mạn phải. Mũi trước của Washington bị hỏng nặng, với khoảng 60 ft (18 m) mũi tàu treo lơ lửng và một phần dưới nước. Mười người, trong đó có sáu của Washington, thiệt mạng hay mất tích. Sau khi được gia cố tạm thời phần bị hư hại, chiếc thiết giáp hạm bị buộc phải quay về Trân Châu Cảng để gắn một mũi tàu giả, cho phép nó thực hiện chuyến đi đến Xưởng hải quân Puget Sound ở Wasington. Tại đây, nó được đại tu toàn diện cùng với một mũi tàu hoàn toàn mới, và công việc này kéo dài từ tháng 3 đến tháng 4. Washington chỉ quay trở lại khu vực chiến sự vào cuối tháng 5.
Washington kế tiếp tham gia vào Chiến dịch quần đảo Mariana và Palau, một lần nữa phục vụ hộ tống cho các tàu sân bay, cho dù nó được cho tách ra vào ngày 13 tháng 6 để bắn phá các vị trí của quân Nhật tại Saipan và Tinian. Khi việc xuất phát một bộ phận lớn các tàu chiến còn lại của Hải quân Đế quốc Nhật Bản bị các tàu ngầm Mỹ phát hiện, Washington, cùng với sáu thiết giáp hạm, bốn tàu tuần dương hạng nặng và mười bốn tàu khu trục đã bảo vệ các tàu sân bay của Lực lượng Đặc nhiệm 58; Trận chiến biển Philippines nổ ra vào ngày 19 tháng 6 khi một số lượng lớn máy bay từ các tàu sân bay đối phương tổ chức không kích vào hạm đội Mỹ. Sau khi đánh lui các đợt tấn công, Washington tiếp nhiên liệu rồi tiếp tục hộ tống các tàu sân bay cho đến khi nó được tách ra cùng ba thiết giáp hạm và các tàu hộ tống để hình thành một đội đặc nhiệm mới. Sau một chặng dừng kéo dài tại đảo san hô Enewetak, nó hỗ trợ cho các cuộc tấn công đổ bộ lên Peleliu và Angaur trước khi quay lại nhiệm vụ hộ tống. Nhiệm vụ này kéo dài từ ngày 10 tháng 10 năm 1944 cho đến ngày 17 tháng 2 năm 1945.
Chiếc thiết giáp hạm nả pháo xuống Iwo Jima trong các ngày 19–22 tháng 2 năm 1945 để hỗ trợ cho cuộc chiếm đóng tại đây trước khi hộ tống các tàu sân bay tung ra các cuộc không kích xuống Tokyo và các mục tiêu khác trên đảo Kyūshū. Trong ngày 24 tháng 3 và 19 tháng 4, Washington tiến hành bắn pháo hỗ trợ xuống Okinawa trước khi quay về Puget Sound để đại tu. Công việc này kéo dài đến lúc Nhật Bản đầu hàng qua buổi lễ ký kết được thực hiện trên chiếc thiết giáp hạm Missouri, nên Washington được lệnh đi đến Philadelphia, đến nơi vào ngày 17 tháng 10. Tại đây nó được cải biến để trang bị thêm 145 giường ngủ, hầu có thể tham gia Chiến dịch Magic Carpet. Lên đường đi đến Southampton với một thủy thủ đoàn tinh giản còn 84 sĩ quan và 835 thủy thủ, nó đã đưa 185 sĩ quan và 1.479 binh sĩ Lục quân quay trở về Hoa Kỳ; nhưng đây lại là chuyến đi duy nhất mà nó tham gia nhiệm vụ này. Chiếc thiết giáp hạm được đưa về lực lượng dự bị tại Bayonne, New Jersey vào ngày 27 tháng 6 năm 1947, chỉ với hơn sáu năm phục vụ. Washington không bao giờ được cho hoạt động trở lại. được rút khỏi danh sách Đăng bạ Hải quân vào ngày 1 tháng 6 năm 1960, chính xác 21 năm kể từ ngày hạ thủy, nó được bán để tháo dỡ vào ngày 24 tháng 5 năm 1961.

## Các cải biến và đề xuất hiện đại hóa sau chiến tranh

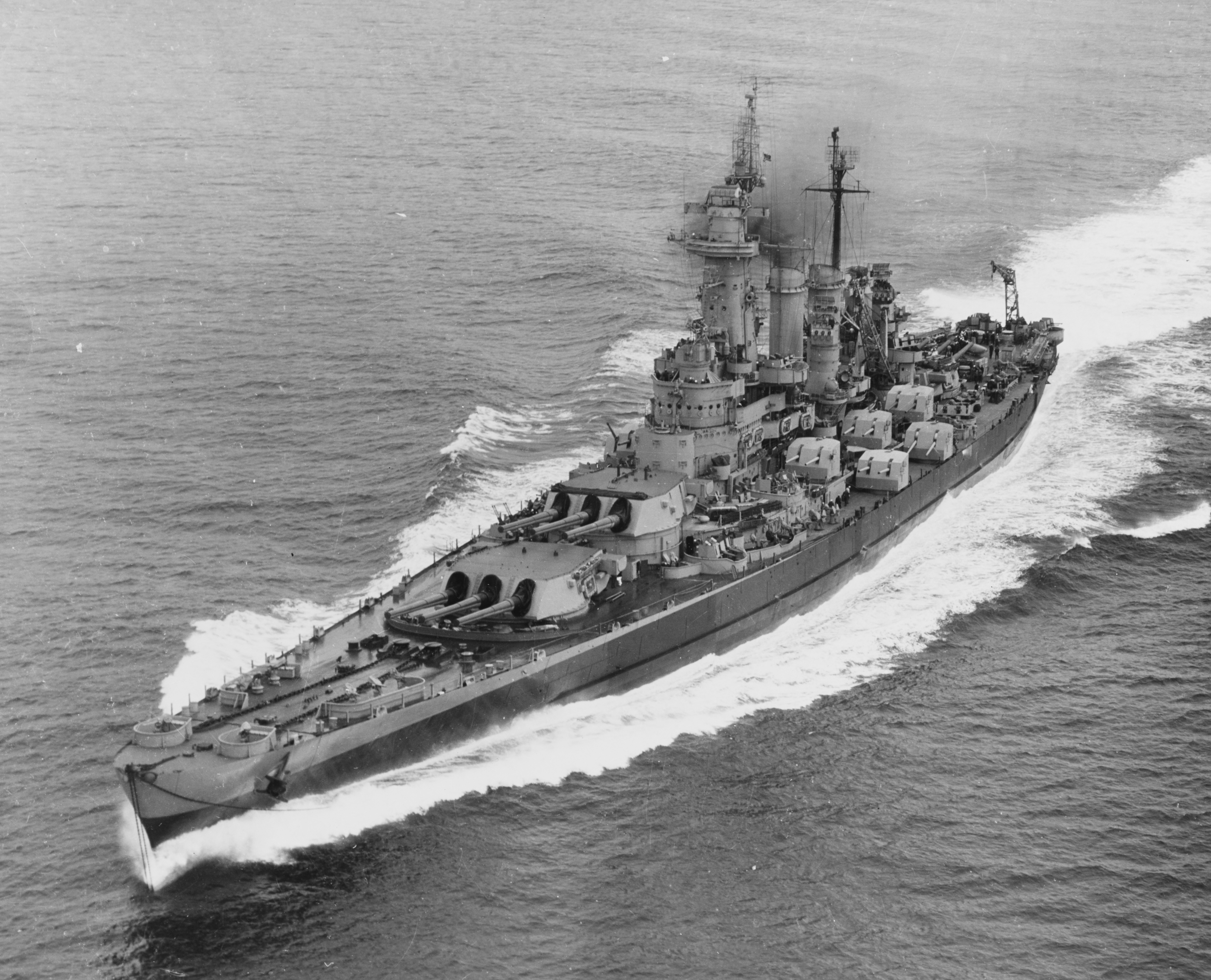
Washington di chuyển hết tốc độ ngoài khơi Puget Sound khi chạy thử máy sau đại tu vào ngày 10 tháng 9 năm 1945

Sau chiến tranh, North Carolina và Washington được giữ lại hoạt động thường trực trong một thời gian ngắn, có thể là do chúng rộng rãi thoải mái ít chật chội hơn so với bốn chiếc lớp South Dakota. Các con tàu có một số thay đổi trong giai đoạn này; Ủy ban Đặc tính Tàu chiến (SCB: Ship Characteristics Board) ra chỉ thị vào tháng 6 năm 1946 tháo dỡ bốn khẩu đội 40 mm bốn nòng, cho dù trong thực tế chỉ có hai khẩu đội được tháo bỏ. Số vũ khí 20 mm cũng được giảm bớt ở một số vị trí nên cả hai con tàu ngừng hoạt động chỉ với 16 khẩu đội nòng đôi. North Carolina và Washington được cho ngừng hoạt động vào ngày 27 tháng 6 năm 1947 và được đưa về Hạm đội Dự bị. 
Vào tháng 5 năm 1954, Ủy ban SCB thảo ra một dự án cải tiến dành cho lớp North Carolina bao gồm bổ sung 24 khẩu pháo 76 mm (3 inch)/50 caliber điều khiển bởi sáu bộ điều khiển hỏa lực Mark 56. Một tháng sau, Chủ tịch Ủy ban SCB phát biểu niềm tin của ông là các lớp North Carolina và South Dakota sẽ là bổ sung hữu ích cho các lực lượng đặc nhiệm - nếu như chúng nhanh hơn. Văn phòng Tàu chiến sau đó đã xem xét và hủy bỏ các thiết kế đề nghị nâng tốc độ tối đa con tàu lên 31 hải lý trên giờ (36 mph; 57 km/h), nhanh hơn 4 knot so với tốc độ duy trì hiện tại. Để North Carolina có được tốc độ 31 knot, cần có hệ thống động lực công suất 240.000 mã lực. Điều này, đến lượt nó, đòi hỏi trang bị một hệ thống động cơ cực lớn không thể gắn vừa với con tàu ngay cả khi tháo bỏ tháp pháo thứ ba. Nếu đai giáp bên ngoài được tháo bỏ, cũng còn cần đến công suất 216.000 mã lực. Tuy nhiên, bất kể là có tháo dỡ đai giáp hay không, toàn bộ kiểu dáng của lườn tàu ở phía đuôi sẽ phải cải biến đáng kể để chấp nhận kiểu chân vịt lớn hơn. Đòn cuối cùng đánh vào dự án là cái giá 40 triệu Đô la mỗi chiếc chưa tính đến chi phí tái kích hoạt lại những chiếc thiết giáp hạm vốn đã bị bỏ xó đến mười năm.
Các tính toán sau đó cho thấy những chiếc lớp North Carolina có thể làm nhẹ đi từ 44.377 tấn Anh (45.089 t) xuống còn khoảng 40.541 tấn Anh (41.192 t), và một công suất 210.000 mã lực là đủ. Với một con số tải trọng thử nghiệm 38.400 tấn, thậm chí 186.000 mã lực cũng đã đủ cho nó; con số 210.000 mã lực được đưa ra là do ước lượng cộng thêm 12,5% dự phòng cho trường hợp đáy tàu bị bám hà hay thời tiết xấu. Một hệ thống động lực tương tự như kiểu dành cho lớp Iowa công suất 212.000 mã lực sẽ phù hợp, và nếu như tháo dỡ tháp pháo thứ ba, sẽ không có vấn đề gì về trọng lượng; nhưng lại không có đủ chỗ bên trong những chiếc North Carolina. Khi so sánh, hệ thống động lực hiện hành có kích thước 53,6×21,3×7,3 m (176×70×24 ft), trong khi của lớp Iowa là 78×21,9×7,9 m (256×72×26 ft). Cuối cùng, còn có một vấn đề về kích thước của chân vịt; lớp Iowa có chân vịt đường kính 19 ft (5,8 m), trong khi của lớp North Carolina là 17 ft (5,2 m). Cuối cùng, không có sự cải biến nào được thực hiện.
Thiết kế tàu sân bay trực thăng cũng dành một phương án cải biến từ những chiếc North Carolina. Với chi phí 30.790.000 Đô la, các con tàu sẽ có khả năng chở theo 28 máy bay trực thăng, 1.880 binh lính, 530 tấn Anh (540 t) hàng hóa và 200.000 gal Mỹ (760.000 L) dầu. Mọi khẩu pháo 16-inch và 5-inch sẽ được tháo dỡ, cho dù tháp pháo số 1 sẽ được giữ lại để cân bằng với trọng lượng thêm vào phần nữa phía sau của con tàu. Thay vào đó, con tàu sẽ được trang bị 16 pháo 76 mm (3 inch) trên những tháp pháo nòng đôi. Trọng lượng choán nước của con tàu sẽ giảm đi đôi chút với trọng lượng đầy tải khoảng 41.930 tấn Anh (42.600 t), trong khi tốc độ tối đa sẽ không đổi. Người ta ước tính con tàu sẽ phục vụ trong khoảng 15 đến 20 năm với chi phí bảo trì hàng năm khoảng 440.000 Đô la. Tuy nhiên, người ta khám phá rằng một chiếc tàu sân bay trực thăng chế tạo theo mục đích sẽ kinh tế hơn, và dự án bị xếp lại.